# Llista d'episodis de Bleach
|  | Aquest article tracta sobre els episodis de l'anime. Vegeu-ne altres significats a «Llista de capítols de Bleach». |

Bleach és una sèrie d'anime basada en el manga del mateix nom, creat per Tite Kubo. Està dirigida per Noriyuki Abe i produïda per TV Tokyo, Dentsu i Studio Pierrot. La sèrie va començar el 5 d'octubre de 2004 i es va acabar el 27 de març de 2012, amb la finalització de la setzena temporada, arribant als 366 episodis.
La sèrie se centra en l'Ichigo Kurosaki, que pot veure fantasmes. Un dia coneix un Shinigami, la Rukia Kuchiki. Accidentalment, l'Ichigo obté els poders de la Shinigami i ha de fer les feines d'aquesta.
La sèrie es va emetre fins al setembre del 2012, al Canal 3XL.
Bleach: La sagnant guerra dels mil anys (BLEACH 千年血戦篇 Burīchi: Sennen Kessen-hen) és una sèrie de televisió anime basada en el manga Bleach escrita i il·lustrada per Tite Kubo i que serveix com a seqüela i conclusió de la primera adaptació animada de la sèrie. El mes de març del 2020, la Weekly Shōnen Jump va anunciar l'adaptació del final del manga com a part de la «Bleach 20th Anniversary Project & Tite Kubo New Project Presentation» en una transmissió en directe. El primer tràiler van ser revelats a la Jump Festa '22 el 18 de desembre d'aquell any. L'anime es dirigit per Tomohisa Taguchi i va començar l'emissió a TV Tokyo l'11 de novembre de 2022. La sèrie constarà de quatre temporades amb descansos intermedis.
Per ara, no s'ha emès mai en català.

## Temporades de Bleach
|                       | Temporada                                 | Episodis | #  | Any d'emissió | Any d'emissió |
| En japonès (original) | Temporada                                 | Episodis | #  | En català     |               |
| --------------------- | ----------------------------------------- | -------- | -- | ------------- | ------------- |
|                       | Shinigami substitut                       | 1-20     | 20 | 2004 - 2005   | 2010          |
|                       | Societat d'Ànimes: L'entrada              | 21-41    | 21 | 2005          | 2010          |
|                       | Societat d'Ànimes: El rescat              | 42-63    | 22 | 2005 - 2006   | 2010          |
|                       | Els Bount                                 | 64-91    | 28 | 2006          | 2010 - 2011   |
|                       | Els Bount: Invasió a la Societat d'Ànimes | 92-109   | 18 | 2006 - 2007   | 2011          |
|                       | Arrancar: L'arribada                      | 110-131  | 22 | 2007          | 2011          |
|                       | Arrancar: El Hueco Mundo                  | 132-151  | 20 | 2007          | 2011          |
|                       | Arrancar: La Lluita Ferotge               | 152-167  | 16 | 2007 - 2008   | 2011          |
|                       | El nou capità Shusuke Amagai              | 168-189  | 22 | 2008          |               |
|                       | Arrancar contra Shinigamis                | 190-205  | 16 | 2008 - 2009   |               |
|                       | Esdeveniments del passat                  | 206-212  | 7  | 2009          |               |
|                       | Lluita a Karakura                         | 213-229  | 17 | 2009          |               |
|                       | Zanpakuto: La història alternativa        | 230-265  | 36 | 2009 - 2010   |               |
|                       | Arrancar: La caiguda                      | 266-316  | 51 | 2010 - 2011   |               |
|                       | La invasió armada del Gotei 13            | 317-342  | 26 | 2011          |               |
|                       | L'Agent Perdut                            | 343-366  | 24 | 2011 - 2012   |               |

## Temporades de Bleach: La sagnant guerra dels mil anys
|                       | Temporada                       | Episodis | #  | Any d'emissió | Any d'emissió |
| En japonès (original) | Temporada                       | Episodis | #  | En català     |               |
| --------------------- | ------------------------------- | -------- | -- | ------------- | ------------- |
|                       | La sagnant guerra dels mil anys | 1-13     | 13 | 2022          |               |
|                       | La separació                    | 14-26    | 13 | 2023          |               |

## Temporada 1: Shinigami substitut (2004-2005)
| # | Títol en català                                                                                | Adaptat de | Data d'estrena al Japó | Data d'estrena a Catalunya |
| --- | ---------------------------------------------------------------------------------------------- | ---------- | ---------------------- | -------------------------- |
| 1 | El dia en què em vaig convertir en Shinigami Shinigami ni nacchatta hi (死神になっちゃった日)  | 1          | 5 d'octubre de 2004    | 19 de setembre de 2010     |
| Hi ha persones a les quals els agrada passar el més desapercebudes possible. Són la gent normal que no destaca i que es perd en la immensitat de la ciutat. O potser només ho semblen. Això va de persones normals que no ho són tant.         |                                                                                                |            |                        |                            |
| 2 | La feina de Shinigami Shinigami no oshigoto (死神のお仕事)                                     | 2-3        | 12 d'octubre de 2004   | 20 de setembre de 2010     |
| Pensar que les coses passen per casualitat és un dels grans errors de la humanitat. Tot té un motiu, inclosos els accidents i les desgràcies, que sembla que haurien d'acabar amb tot. Si malgrat això no passa res, és millor pensar per què. |                                                                                                |            |                        |                            |
| 3 | Desig de germà gran, desig de germana petita Ani no omoi, imōto no omoi (兄の想い、妹の想い)   | 4-6        | 19 d'octubre de 2004   | 21 de setembre de 2010     |
| Un clan, una família, la camaraderia, els llaços, l'amistat. Són algunes de les coses que enllacen a la gent. Cal saber qui és qui i deixar-ho ben clar de bon principi.                                                                       |                                                                                                |            |                        |                            |
| 4 | La cacatua maleïda Noroi no Inko (呪いのインコ)                                                | 7-9        | 26 d'octubre de 2004   | 22 de setembre de 2010     |
| Un ocell pot estar maleït? Aquesta cacatua no hi està gaire d'acord. I ho sabem perquè l'escoltem. Tot i que, ben pensat, una cacatua que parla té alguna cosa no gaire normal.                                                                |                                                                                                |            |                        |                            |
| 5 | Guanya l'enemic invisible! Mienai Teki o Nagure! (見えない敵を殴れ！)                          | 9-12       | 2 de novembre de 2004  | 23 de setembre de 2010     |
| Molts voldrien tenir el poder dels Shinigamis i poder veure els fantasmes. Però a vegades la pròpia intuïció és més forta que un enemic invisible.                                                                                             |                                                                                                |            |                        |                            |
| 6 | Lluita a mort. L'Ichigo contra l'Ichigo Shitō! Ichigo VS Ichigo (死闘！一護VSイチゴ)           | 13-15      | 9 de novembre de 2004  | 24 de setembre de 2010     |
| Pels Shinigamis el seu cos és important, menys que l'ànima, però també el cuiden. Això sí, ells no van al gimnàs ni fan règim. |                                                                                                |            |                        |                            |
| 7 | Salutacions de part de l'osset de peluix Nuigurumi kara Konnichiwa (ぬいぐるみからコンにちは)  | 15-17      | 16 de novembre de 2004 | 25 de setembre de 2010     |
| A vegades les contradiccions ètiques arriben massa tard. Abans de començar a modificar cossos, ho podien haver pensat millor, o almenys no deixar-ho a mitges.                                                                                 |                                                                                                |            |                        |                            |
| 8 | 17 de juny, memòries en la pluja Rokugatsu jūnananichi, ame no kioku (6月17日、雨の記憶)       | 18-20      | 23 de novembre de 2004 | 26 de setembre de 2010     |
| La mort d'un familiar evoca records que sovint no es vol que tornin a la memòria. Malgrat això, n'Ichigo recorda coses que encara que vulgui, no podrà oblidar mai.                                                                            |                                                                                                |            |                        |                            |
| 9 | Enemic invencible Taosenai teki (倒せない敵)                                                   | 20-25      | 30 de novembre de 2004 | 27 de setembre de 2010     |
| Un Hollow i un Shinigami estaran enfrontats sempre. A més a més, es podran anar trobant en el temps per tancar velles ferides, incloses les familiars.                                                                                         |                                                                                                |            |                        |                            |
| 10 | Atac durant la visita a la terra sagrada Burari reiba totsugeki no tabi! (ぶらり霊場突撃の旅!) | 27-32      | 7 de desembre de 2004  | 28 de setembre de 2010     |
| A vegades ho dius una vegada i una altra "No vull anar-hi, no vull anar-hi". Et fas repetitiu però al final hi vas. Llavors passa el que passa.                                                                                                |                                                                                                |            |                        |                            |
| 11 | El llegendari Quincy Densetsu no Kuinshī (伝説のクインシー)                                    | 33-36      | 14 de desembre de 2004 | 30 de setembre de 2010     |
| Els rumors sobre l'Ichigo i la Rukio cada dia van a més. Surten junts o no? Potser petons no se'n fan gaires, però els Hollows tremolen cada vegada que estan junts.                                                                           |                                                                                                |            |                        |                            |
| 12 | Un braç dret amable Yasashii migiude (やさしい右腕)                                            | 36-40      | 21 de desembre de 2004 | 1 d'octubre de 2010        |
| Desenes de Hollows campen per la ciutat i tot per culpa d'una juguesca. Veurem com se'n surt d'aquesta l'Ichigo. |                                                                                                |            |                        |                            |
| 13 | La flor i el Hollow Hana to Horō (花とホロウ)                                                  | 41-45      | 28 de desembre de 2004 | 2 d'octubre de 2010        |
| En el moment en què els Hollow comencen a molestar la gent que estimen, els Shinigamis es posen en guàrdia. Ningú millor que ells per arreglar aquesta destrossa.                                                                              |                                                                                                |            |                        |                            |
| 14 | Lluita a mort d'esquena a esquena Senaka awase no shitō! (背中合わせの死闘)                    | 46-50      | 11 de gener de 2005    | 3 d'octubre de 2010        |
| Si el que volia el darrer Quincy era embolicar la troca, ja pot estar content. Els "hollows" s'han reagrupat i ara són més perillosos que mai.                                                                                                 |                                                                                                |            |                        |                            |
| 15 | El gran pla del Kon Kon no UHAUHA daisakusen (コンのウハウハ大作戦)                            | 26 i 51    | 18 de gener de 2005    | 4 d'octubre de 2010        |
| Veure un peluix parlant i corrent per la ciutat pot ser surrealista. Però molt més encara és saber que ho fa perquè busca algú que l'estimi.                                                                                                   |                                                                                                |            |                        |                            |
| 16 | Renji Abarai, el retrobament Abarai Renji, misan! (阿散井恋次、見参!)                          | 52-55      | 25 de gener de 2005    | 5 d'octubre de 2010        |
| La compassió, l'amistat, l'afecte. Són sentiments que només porten problemes per un Shinigami. Potser és massa tard per a la Rukia. |                                                                                                |            |                        |                            |
| 17 | L'Ichigo mor Ichigo, shisu! (一護、死す!)                                                      | 55-57      | 1 de febrer de 2005    | 6 d'octubre de 2010        |
| L'Ichigo prefereix morir abans que sentir-se humiliat. El problema és que a vegades l'orgull és massa fort per un Shinigami. Rendir-se no és una opció.                                                                                        |                                                                                                |            |                        |                            |
| 18 | Recupera-ho, el poder de Shinigami Torimodose! Shinigami no chikara! (取り戻せ! 死神の力!)     | 58-62      | 8 de febrer de 2005    | 7 d'octubre de 2010        |
| Temps per entrenar-se, per posar-se a punt i donar la talla el dia que toqui lluitar. I tot això per la Rukia, per salvar-la i que torni d'on mai hauria d'haver marxat.                                                                       |                                                                                                |            |                        |                            |
| 19 | L'Ichigo es converteix en Hollow Ichigo, Horō ni ochiru! (一護、ホロウに墜ちる!)               | 62-64      | 15 de febrer de 2005   | 8 d'octubre de 2010        |
| 25, exactament 25. Aquests són els dies que queden perquè la Rukia sigui sacrificada. Això sí, no li veureu vessar ni una sola llàgrima. Els Shinigami no ploren.                                                                              |                                                                                                |            |                        |                            |
| 20 | L'ombra d'en Gin Ichimaru Ichimaru Gin no kage (市丸ギンの影)                                  | 65-70      | 22 de febrer de 2005   | 9 d'octubre de 2010        |
| Un germà és un germà. Bé, un germà gran sempre és un germà gran. Se suposa que han de cuidar als petits i no sacrificar-los, com vol fer el de la Rukia.                                                                                       |                                                                                                |            |                        |                            |

## Temporada 2: Societat d'Ànimes: L'entrada (2005)
| # | Títol en català                                                                                       | Adaptat de | Data d'estrena al Japó | Data d'estrena a Catalunya |
| --- | --- | ---------- | ---------------------- | -------------------------- |
| 21 | Entreu al món dels Shinigamis Totsunyū! Shinigami no sekai (突入！死神の世界)                         | 71-74      | 1 de març de 2005      | 10 d'octubre de 2010       |
| L'expedició per salvar la Rukia de la seva execució ja ha començat. Però tots els membres que en formen part saben que les coses al món dels Shinigamis no seran fàcils.                                                                                      | |            |                        |                            |
| 22 | L'home que odia els Shinigamis Shinigami o nikumu otoko (死神を憎む男)                                | 74-78      | 8 de març de 2005      | 11 d'octubre de 2010       |
| Entrar al món dels Shinigamis és difícil. Dins d'aquelles llunyanes terres només trobaran perill. Ara, que ja estiguin patint a la porta... | |            |                        |                            |
| 23 | 14 dies abans de l'execució de la Rukia Rukia shokei, jūyokka mae (ルキア処刑、14日前)                | 78-79      | 15 de març de 2005     | 12 d'octubre de 2010       |
| Sembla que els dies en què l'Ichigo anava a l'institut queden molt lluny. Però no, no fa ni un mes i només falten 14 dies perquè els Shinigamis acabin amb la Rukia.                                                                                          | |            |                        |                            |
| 24 | Reunió, les 13 divisions Kesshū! Gotei jūsantai (結集！護廷13隊)                                      | 80-82      | 22 de març de 2005     | 13 d'octubre de 2010       |
| Mirar a la dreta, mirar a l'esquerra. Potser per sota? No, pel cel. L'Ichigo i companyia provaran de passar la porta pel cel! I això només es pot fer volant...                                                                                               | |            |                        |                            |
| 25 | Incursió amb un coet enorme? Kyodai hōdan de chūō toppa? (巨大砲弾で中央突破?)                        | 83-85      | 29 de març de 2005     | 14 d'octubre de 2010       |
| L'Ichigo està descobrint poc a poc que els Shinigamis han fet coses molt dolentes durant tota la història. El que no té cap sentit és que el pobre noi de cabell taronja hagi de pagar per tot.                                                               | |            |                        |                            |
| 26 | Formació, la pitjor nota Kessei! Saiaku no taggu (「結成！最悪のタッグ」)                             | 85-87      | 5 d'abril de 2005      | 15 d'octubre de 2010       |
| El compte enrere ha acabat i la Rukia espera que els seus amics la salvin del judici final. L'Ichigo i companyia ja són a dins. Ara només queda trobar-la, i no serà fàcil.                                                                                   | |            |                        |                            |
| 27 | Deixeu anar el cop de la mort Hisatsu no ichigeki wo hanatsu! (「必殺の一撃を放て！」)                | 88-89      | 12 d'abril de 2005     | 16 d'octubre de 2010       |
| Els Shinigamis s'estan organitzant i l'Ichigo i els seus amics ho tindran més que complicat per salvar la Rukia. Això sí, vendran la seva pell molt cara. | |            |                        |                            |
| 28 | Objectiu Orihime Nerawareta Orihime (「狙われた織姫」)                                                | 89-91      | 19 d'abril de 2005     | 17 d'octubre de 2010       |
| La lluita a la terra dels Shinigamis continua mentre l'Ichigo millora i madura a base de cops. | |            |                        |                            |
| 29 | Descobriment, la xarxa de Shinigamis Toppaseyo! Shinigami houimou (「突破せよ！死神包囲網」)          | 92-93      | 26 d'abril de 2005     | 18 d'octubre de 2010       |
| En deu dies aquest Quincy ha experimentat una millora realment increïble. Ara la seva tècnica amb els projectils és envejable i ni els Shinigamis poden amb ell. S'ha tornat un adversari realment temible.                                                   | |            |                        |                            |
| 30 | La confrontació del Renji Tachihadagaru Renji (「立ちはだかる恋次」)                                  | 94-95      | 3 de maig de 2005      | 19 d'octubre de 2010       |
| Se suposava que en Renji era íntim amic de la Rukia. Els dos són tinents en el sisè esquadró i es coneixen des de fa temps. Però ara està sent l'obstacle més gran pel seu alliberament.                                                                      | |            |                        |                            |
| 31 | La decisió de matar Kiru Tame no Kakugo (斬る為の覚悟)                                                | 96-97      | 10 de maig de 2005     | 20 d'octubre de 2010       |
| A priori l'Ichigo no hauria de tenir res a fer davant d'un tinent Shinigami com en Renji. Però en l'art de la guerra les coses no sempre surten com un pensava.                                                                                               | |            |                        |                            |
| 32 | Estrelles i deriva Hoshi to Norainu (星と野良犬)                                                      | 98         | 17 de maig de 2005     | 21 d'octubre de 2010       |
| La societat Shinigami està molt estructurada en classes socials. De rics a pobres amb moltes diferències entre ells. Entre els més pobres hi havia en Renji i la Rukia, ara enfrontats per una qüestió d'honor.                                               | |            |                        |                            |
| 33 | Miracle, el nou heroi misteriós Kiseki! Nazo no Shin Hīrō (奇跡！謎の新ヒーロー)                      | 88.5       | 26 de maig de 2005     | 22 d'octubre de 2010       |
| Mentre els nostres herois segueixen intentant salvar la Rukia al món dels Shinigamis, a la terra que nosaltres coneixem passen coses cada cop més estranyes. Fins i tot apareixen herois del no res que maten Hollows mentre canten una cançó de Kurt Cobain. | |            |                        |                            |
| 34 | Tragèdia a l'alba Yoake no Sangeki (夜明けの惨劇)                                                     | 99-100     | 1 de juny de 2005      | 23 d'octubre de 2010       |
| L'Ichigo ja ha demostrat que no és el mateix Shinigami que fa uns mesos. Ara és un adversari temible, malgrat que es trobi en perill real de mort. | |            |                        |                            |
| 35 | L'Aizen mor assassinat. La foscor que s'acosta Aizen Ansatsu! Shinobiyoru Yami (藍染暗殺！忍び寄る闇) | 101-102    | 7 de juny de 2005      | 24 d'octubre de 2010       |
| La Rukia és una Shinigami ferida en l'orgull. Ha decidit que ara mateix només la venjança mourà la seva vida, i això és perillós. | |            |                        |                            |
| 36 | Arriba el Zaraki Kenpachi Zaraki Kenpachi, Semaru! (更木剣八、迫る！)                                 | 103-104    | 14 de juny de 2005     | 25 d'octubre de 2010       |
| Ha arribat el moment de competir amb els grans. L'Ichigo es troba davant d'un rival molt i molt perillós. Veurem si el noi dels cabells pastanaga aguanta la primera envestida.                                                                               | |            |                        |                            |
| 37 | El perquè del braç Kobushi no Riyū (拳の理由)                                                         | 105-107    | 21 de juny de 2005     | 26 d'octubre de 2010       |
| Els Shinigamis farien bé de deixar de menysprear els visitants que tenen a casa seva. Potser així deixarien de perdre efectius. | |            |                        |                            |
| 38 | Desesperació! La Zangetsu trencada Zettaizetsumei! Orareta Zangetsu (絶対絶命！折られた斬月)          | 108-110    | 28 de juny de 2005     | 27 d'octubre de 2010       |
| Per molts esforços que facin l'Ichigo i els seus amics per salvar a la Rúkia, potser haurien de ser conscients que no podran guanyar. Viure i fugir o lluitar i morir, aquesta és la qüestió. Sembla que ells ja han escollit.                                | |            |                        |                            |
| 39 | L'home immortal Fujimi no Otoko (不死身の男)                                                          | 110-113    | 5 de juliol de 2005    | 28 d'octubre de 2010       |
| Ara sí, s'ha acabat. L'Ichigo ha estat tocat de mort. Ara li toca decidir si el que vol és guanyar o simplement seguir vivint. | |            |                        |                            |
| 40 | El shinigami que va conèixer en Ganju Ganju no Mita Shinigami (岩鷲の見た死神)                        | 114-115    | 12 de juliol de 2005   | 29 d'octubre de 2010       |
| 40 capítols després d'haver començat la sèrie, l'Ichigo ha crescut molt, s'ha fet tant fort que pot lluitar amb qualsevol Shinigami que se li posi davant. | |            |                        |                            |
| 41 | La trobada de l'Ichigo i la Rukia Saikai, Ichigo to Rukia (再会、一護とルキア)                        | 116-117    | 19 de juliol de 2005   | 30 d'octubre de 2010       |
| Després de tot plegat, de tantes batalles, tantes ferides, tantes morts, l'Ichigo i la Rukia es retroben | |            |                        |                            |

## Temporada 3: Societat d'Ànimes: El rescat (2005-2006)
| # | Títol en català | Adaptat de | Data d'estrena al Japó | Data d'estrena a Catalunya |
| --- | --- | ---------- | ---------------------- | -------------------------- |
| 42 | Ball de Yoruichi, la deessa de la velocitat Shunshin Yoruichi, mau! (瞬神夜一、舞う!)                                                                          | 118-120    | 26 de juliol de 2005   | 31 d'octubre de 2010       |
| L'Orihime vol arribar fins a la Rukia però no sap ben bé com fer-s'ho. Potser una bona disfressa els podria ajudar a arribar fins a l'objectiu. | |            |                        |                            |
| 43 | El shinigami menyspreable Hiretsu na shinigami (卑劣な死神) | 120-123    | 2 d'agost de 2005      | 1 de novembre de 2010      |
| Els shinigamis ens semblaven éssers magnífics i perfectes. Però avui dia ja tenim clar que no tots són iguals. | |            |                        |                            |
| 44 | L'Ishida al màxim poder Ishida, kyokugen no chikara! (石田、極限の力!)                                                                                         | 124-126    | 9 d'agost de 2005      | 2 de novembre de 2010      |
| El Quincy semblava que s'estava quedant enrere, però res més lluny de la realitat: cada cop agafa més protagonisme. | |            |                        |                            |
| 45 | Superant límits Genkai o koero! (限界を越えろ!) | 127-129    | 16 d'agost de 2005     | 3 de novembre de 2010      |
| Els Shinigami estan convençuts que la incursió està a punt per ser aturada. El que encara no coneixen és el nou entrenament de l'Ichigo, que guanyarà en tres dies el que altres farien en deu. | |            |                        |                            |
| 46 | Records autèntics, l'acadèmia de Shinigamis Jitsuroku! Shinigami no gakkō (実録! 死神の学校)                                                                   | -17        | 23 d'agost de 2005     | 4 de novembre de 2010      |
| A l'acadèmia de Shinigamis hi ha els millors guerrers del món. És hora d'aprendre a combatre hollows! | |            |                        |                            |
| 47 | Els venjadors Adautsu monotachi (仇討つ者たち) | 129-131    | 30 d'agost de 2005     | 8 de novembre de 2010      |
| La venjança és un plat que se serveix fred. I, tal com estan les coses al món dels Shinigami, hi ha moltes coses pendents, causes obertes i ganes de tornar la jugada. | |            |                        |                            |
| 48 | Descobriment: la xarxa de Shinigamis Hitsugaya, hoeru! (日番谷、吼える!)                                                                                       | 132 i 133  | 6 de setembre de 2005  | 9 de novembre de 2010      |
| Malgrat que al principi semblava que el capità Ichimaru podia tenir una mica de pietat, sembla que era una primera impressió i molt errònia. | |            |                        |                            |
| 49 | El malson de la Rukia Rukia no akumu (ルキアの悪夢) | 133-136    | 13 de setembre de 2005 | 10 de novembre de 2010     |
| Un dia, 24 hores. Queda molt poc per a l'execució de la Rúkia però hi ha certs amics seus que encara no hi han dit l'última paraula. | |            |                        |                            |
| 50 | Es desperta el lleó Yomigaeru shishi (よみがえる獅子) | 88.5       | 20 de setembre de 2005 | 11 de novembre de 2010     |
| El capítol 50 ens deixa una sèrie on els peluixos continuen parlant, sí, però l'Ichigo ja no és precisament el típic noi d'institut normal i corrent. I és clar, els freaks continuen aflorant. | |            |                        |                            |
| 51 | El matí de la sentència Shokei no asa (処刑の朝) | 137-139    | 27 de setembre de 2005 | 15 de novembre de 2010     |
| Ha arribat l'hora de la veritat. La sentència contra la Rukia està prop de complir-se. Servirà d'alguna cosa tot el que l'Ichigo i els seus amics han fet per salvar-la? | |            |                        |                            |
| 52 | El Renji, el jurament de l'ànima! Combat a mort contra el Byakuya Renji, tamashii no chikai! Byakuya to no shitō (恋次、魂の誓い! 白哉との死闘)                | 140-144    | 4 d'octubre de 2005    | 16 de novembre de 2010     |
| Segurament és el moment que tothom estava esperant. Per fi en Renji sembla haver-se despertat i ara ningú podrà aturar-lo en el seu anhel de salvar la Rukia. Però les complicacions començaran molt aviat.                                                                                        | |            |                        |                            |
| 53 | La temptació del Gin Ichimaru. La resolució de destrucció Ichimaru Gin no yūwaku, kuzusareta kakugo (市丸ギンの誘惑、崩された覚悟)                             | 145-148    | 4 d'octubre de 2005    | 17 de novembre de 2010     |
| En Tosen utilitzarà la seva espasa per ferir en Zaraki, però amb això no n'hi ha prou per liquidar-lo a ell i el seu instint assassí. En Tosen estarà a punt de morir per l'atac final d'en Zakari quan rep una ajuda inesperada, la de Komanura. Mentrestant, la Rukia ja és al camp d'execució.  | |            |                        |                            |
| 54 | Promesa complerta! Torna, Rukia! Hatasareru chikai! Rukia dakkan naru ka! (果たされる誓い! ルキア奪還なるか)                                                   | 149-152    | 18 d'octubre de 2005   | 18 de novembre de 2010     |
| La Rukia no es desdiu de tot el que ha passat i no té més remei que acceptar la seva condemna a mort. Però abans demanarà al capità Shigekuni que deixi tornar a l'Ichigo i els seus amics a casa seva sense que els passi res... i just en aquell moment apareix en Renji, que encara viu.        | |            |                        |                            |
| 55 | El shinigami més fort! L'enfrontament definitiu entre el professor i els alumnes Saikyō no shinigami! Kyūkyaku no shitei taiketsu (最強の死神! 究極の師弟対決) | 153-156    | 25 d'octubre de 2005   | 22 de novembre de 2010     |
| La batalla entre l'Ichigo i en Byakuya és brutal, mentre la Retsu, la capitana del quart esquadró, evacua tots els ferits. En Yamamoto lluitarà amb en Shunsui i l'Ukitake i aquests veuran amb sorpresa l'alliberament d'un poder espiritual grandiós.                                            | |            |                        |                            |
| 56 | La batalla supersònica! Es determina la Deessa de la batalla Chōsoku no tatakai! Bu no megami, kessu (超速の戦い! 武の女神、決す)                              | 157-158    | 1 de novembre de 2005  | 23 de novembre de 2010     |
| La Yoruichi comença un combat a mort amb la capitana del segon esquadró, que utilitza tècniques que ha començat a dominar recentment, com el shikai i el shunko. Tot i això, no s'esperava que la Yoruichi també dominés la mateixa arma i, a més a més, té més experiència!                       | |            |                        |                            |
| 57 | La derrota de la senbonzakura! La Zangetsu escomet el cel Senbonzakura, funsai! Ten o tsuku zangetsu (千本桜、粉砕! 天を衝く斬月)                              | 159-161    | 8 de novembre de 2005  | 24 de novembre de 2010     |
| | |            |                        |                            |
| 58 | Allibera! La catana negra, el poder miraculós Kaihо̄! Kuroki yaiba, kiseki no chikara (開放! 黒き刃、奇跡の力)                                                  | 161-163    | 15 de novembre de 2005 | 25 de novembre de 2010     |
| Milers de fulles d'espases surten del bankai d'en Byakuya. L'Ichigo està acorralat, però aconsegueix alliberar també el seu. Mentre passa això, en Toshiro Hitsugaya i la Rangiku Matsumoto han arribat a la Central 46.                                                                           | |            |                        |                            |
| 59 | Resultat del combat a mort! Orgull blanc, ímpetu negre Shitō kecchaku! Shiroki hokori to kuroki omoi (死闘決着! 白き誇りと黒き想い)                            | 164-167    | 22 de novembre de 2005 | 29 de novembre de 2010     |
| En Byakuya porta el seu bankai a un nivell superior quan utilitza el Senkei Senbonzakura Kageyoshi. Com a resultat d'aquest atac, l'Ichigo quedarà greument ferit, tant que el seu cos ja no li respon. Llavors el noi del cabell taronja aconseguirà alliberar el seu Hollow. El combat continua. | |            |                        |                            |
| 60 | La realitat de la desesperació, la daga que s'ha brandat Zetsubō no shinjitsu, furiorosareta kyōjin (絶望の真実、振り下ろされた凶刃)                           | 168-171    | 6 de desembre de 2005  | 30 de novembre de 2010     |
| En Hitsugaya i la Matsumoto aconsegueixen arribar a la Central 46 i el panorama que s'hi trobaran serà punyent, ja que només hi veuran cadàvers. L'Aizen se'ls trobarà i començarà un combat desigual; a part, els explicarà que l'Ichimaru i en Tosen han estat els seus còmplices.               | |            |                        |                            |
| 61 | L'Aizen s'aixeca! Ambicions horribles Aizen, tatsu! Osorubeki yabō (藍染、立つ! 恐るべき野望)                                                                  | 172-175    | 13 de desembre de 2005 | 1 de desembre de 2010      |
| En Kotesu explicarà a tothom de la terra dels Shinigamis la traïció que ha portat a terme l'Aizen. En Tosen anirà amb la Rukia i en Renji a cercar-lo, però aquest serà vençut amb facilitat. A més, sembla que ni tan sols l'Ichigo té cap possibilitat de guanyar-lo.                            | |            |                        |                            |
| 62 | Tots reunits! El grup dels shinigamis més forts! Shūketsu seyo! Saikyō no shinigami shūdan (集結せよ! 最強の死神集団)                                          | 176-179    | 20 de desembre de 2005 | 2 de desembre de 2010      |
| L'Aizen sembla invencible i també derrotarà en Komamura amb la tècnica del Black Coffin. I la Rukia és a punt de morir per part de l'Ichimaru, que serà aturat per en Byakuya. Quan tots els Shinigamis arriben a la zona, l'Aizen i els seus còmplices aconseguiran fugir al Hueco Mundo.         | |            |                        |                            |
| 63 | La decisió de la Rukia, els sentiment de l'Ichigo Rukia no ketsui, Ichigo no omoi (ルキアの決意、一護の想い)                                                   | 180-182    | 10 de gener de 2006    | 6 de desembre de 2010      |
| Moment per fer repàs a tot el que hem viscut fins ara. L'Ichigo ens explica com ha passat tot i se'n va, amb els seus amics, de la Societat d'Ànimes. | |            |                        |                            |

## Temporada 4: Els Bount (2006)
| # | Títol en català | Adaptat de | Data d'estrena al Japó | Data d'estrena a Catalunya |
| --- | --- | ---------- | ---------------------- | -------------------------- |
| 64 | Nou curs escolar. El Renji ve al món material!? Shingakki, gense ni Renji ga yatte kita!? (新学期、現世に恋次がやって来た!?)                                                      | Original   | 17 de gener de 2006    | 7 de desembre de 2010      |
| És hora de tornar a casa i l'Ichigo, amb l'Ishida, l'Orihime, la Yoruichi i en Sado, es retroben, per fi, amb les seves famílies. Faltarà la Rukia, que parla amb l'Ichiho i li explica que es vol quedar a la Societat d'Ànimes. A l'Ichigo li costarà, però ho acabarà entenent.                                                       | |            |                        |                            |
| 65 | El terror esgarrifós. La segona víctima Shinobi yoru kyōfu, nibanme no giseisha (忍び寄る恐怖、２番目の犠牲者)                                                                    | Original   | 24 de gener de 2006    | 8 de desembre de 2010      |
| Una noia misteriosa entrarà en escena. Una trucada a en Renji li explica que l'Orihime tornarà a casa a les vuit del matí. Però acaba sent un impostor perquè l'Orihime seguirà segrestada. I no serà l'única, en Sado també ha desaparegut.                                                                                             | |            |                        |                            |
| 66 | Entreu! La trampa amagada al laberint Toppa seyo! Meikyū ni hisomu wana (突破せよ！迷宮に潜む罠)                                                                                  | Original   | 31 de gener de 2006    | 9 de desembre de 2010      |
| Totes aquestes trucades que semblen fetes pels segrestadors indiquen a l'Ichigo i els seus amics que vagin fins al museu, un lloc amb moltes sorpreses, trucs i paranys. Tot serà culpa d'ànimes modificades, però el resultat serà bo: l'Ichigo troba l'Orihime i en Sado quan surt del museu.                                          | |            |                        |                            |
| 67 | El joc de la mort! El company desaparegut Shi no gēmu! Kieru kurasumeito (死のゲーム！消えるクラスメイト)                                                                         | Original   | 7 de febrer de 2006    | 13 de desembre de 2010     |
| Les tres ànimes modificades expliquen a l'Ichigo i companyia que entre ells hi ha un impostor i que si no el troben els estudiants del col·legi en pagaran les conseqüències. I és cert, perquè a mesura que passa el temps els estudiants van desapareixent misteriosament. Finalment, l'Ichigo trobarà l'impostor.                     | |            |                        |                            |
| 68 | L'autèntica identitat del diable, el secret que es revela Akuma no shōtai, akasareta himitsu (悪魔の正体、明かされた秘密)                                                         | Original   | 14 de febrer de 2006   | 14 de desembre de 2010     |
| Els nois són enviats cap a una porta misteriosa que han creat les tres ànimes modificades i en entrar-hi la Ririn (una de les ànimes) li dirà a l'Ichigo que té exactament cinc minuts per derrotar-los. En aquest cas, en Sado correria un greu perill. Passen els cinc minuts i l'Ichigo no ho aconsegueix... però tot era una trampa. | |            |                        |                            |
| 69 | Els Bounts! Els caçadors d'ànimes! Baunto! Tamashī o karu mono tachi (バウント！魂を狩る者たち)                                                                                   | Original   | 14 de febrer de 2006   | 15 de desembre de 2010     |
| En Kisuke explica a l'Ichigo i als altres l'existència d'una mena d'humans que es diuen Bount. A banda, també donarà una ànima modificada a l'Ichigo, l'Orihme i en Sado. En aquest capítol també coneixerem en Geite, una mascota força peculiar.                                                                                       | |            |                        |                            |
| 70 | Torna la Rukia! Torna l'equip de substitució Rukia no kikan! Daikō chimu fukkatsu (ルキアの帰還！代行チーム復活)                                                                  | Original   | 21 de febrer de 2006   | 16 de desembre de 2010     |
| Quan l'Ichigo és a punt de ser derrotat per la mascota de la Yoshino arriba la Rukia per rescatar-lo. Després de l'incident els dos aniran a veure l'Udagawa, amb qui es barallaran. El Bount atacarà especialment l'Ishida, que està especialment dèbil després de perdre els poders de Quincy.                                         | |            |                        |                            |
| 71 | El moment de la col·lisió! Una mà malèvola s'acosta al Quincy Gekitotsu no toki! Kuinshī ni semaru ma no te (激突の時！クインシーに迫る魔の手)                                    | Original   | 7 de març de 2006      | 20 de desembre de 2010     |
| | |            |                        |                            |
| 72 | Atac d'aigua! L'escapada de l'hospital Mizu no kōgeki! Tozasareta byōin kara no dasshutsu (水の攻撃！閉ざされた病院からの脱出)                                                    | Original   | 14 de març de 2006     | 21 de desembre de 2010     |
| L'Ishida ja és fora de perill, i tot gràcies a l'ajuda "ipso facto" de la Yoshino. Ara el Quincy és a l'hospital tranquil·lament. Però la nit no s'acaba de manera tan plàcida després que dos Bount, en Ho i en Ban, arriben per endur-se'l utilitzant tècniques relacionades amb el control d'aigua.                                   | |            |                        |                            |
| 73 | Reunió dels Bounts! L'home que mou fitxa Ba un to shūketsu! Ugoki dasu otoko (場運と集結！動き出す男)                                                                             | Original   | 28 de març de 2006     | 22 de desembre de 2010     |
| La batalla contra en Ho i en Ban s'ha acabat gràcies a l'ajuda d'en Ganju i en Hanataro. Tot i això, l'Ishida està novament desaparegut. És ben bé que el Quincy no en surt d'una per entrar en una altra. | |            |                        |                            |
| 74 | Memòries d'un clan de vida eterna Eien o ikiru ichizoku no kioku (永遠を生きる一族の記憶)                                                                                         | Original   | 28 de març de 2006     | 23 de desembre de 2010     |
| La Yoshino tornarà a ser la salvadora "in extremis" de l'Ishida. Aquesta vegada les seves converses giraran al voltant d'en Jin Kariya i la seva figura. Per la seva part, en Zaraki Kenpachi recordarà com es va transformar en capità de divisió i com va conèixer un Shinigami molt especial: en Maki Ichinose.                       | |            |                        |                            |
| 75 | El gran esdeveniment que marca la divisió 11! El shinigami que es torna a aixecar Jūichibantai gekishin! Yomigaetta shinigami (十一番隊激震！よみがえった死神)                    | Original   | 4 d'abril de 2006      | 27 de desembre de 2010     |
| De sobte, a l'habitació on hi havia l'Ishida i la Yoshino apareix un Bount anomenat Koga Go, que alliberarà en Daruku. En Koga acabarà derrotant la Yoshino i marxarà amb l'Ishida i la Yoshino fins a una mansió on hi havia els altres Bount.                                                                                          | |            |                        |                            |
| 76 | Xoc de forces! El Fried contra la Zangetsu Chikara no gekitotsu! Furīdo vs Zangetsu (力の激突！フリードVS斬月)                                                                    | Original   | 4 d'abril de 2006      | 28 de desembre de 2010     |
| L'Ichigo i els seus amics entren a la mansió però es troben amb uns objectes voladors del Bount Ugaki. L'Ichigo aconsegueix arribar on hi ha en Kariya i li demana que li tornin l'Ishida però en Kariya s'hi negarà... | |            |                        |                            |
| 77 | El greuge inoblidable! El shinigami que va matar el Kenpachi Kienu onnen! Kenpachi ga kitta shinigami (消えぬ怨念！剣八が斬った死神)                                              | Original   | 11 d'abril de 2006     | 29 de desembre de 2010     |
| Mentre l'Ichinoise lluita amb l'Ichigo recorda com en Zaraki va matar el seu antic capità, un record que acabava amb el somni d'un món millor que ells havien plantejat. Tot acaba quan entra en Kariya, qui vencerà fàcilment l'Ichigo.                                                                                                 | |            |                        |                            |
| 78 | Revelacions sorprenents per a les 13 divisions! La veritat enterrada en la història Gotei jūsantai kyōgaku!! Rekishi ni uzumoreta shinjitsu (護廷十三隊驚愕!! 歴史に埋もれた真実) | Original   | 2 de maig de 2006      | 30 de desembre de 2010     |
| Dins la Societat d'ànimes, la Mayuri li ensenya un vídeo a l'Ukitake, en Kyoraku i a en Hitsugaya on veiem les baralles entre els Quincy i els Bount fa molts anys. Mentre això passa, l'Ichigo està deprimit per haver perdut amb en Kariya.                                                                                            | |            |                        |                            |
| 79 | La decisió de morir de la Yoshino Yoshino, shi o kaketa omoi (芳野、死をかけた想い)                                                                                               | Original   | 9 de maig de 2006      | 3 de gener de 2011         |
| En Renji i l'Ichigo passaran tota la nit barallant-se mentre la Yoshino s'escapa tramant alguna cosa... Però no comptarà amb la presència d'en Kariya. A més, coneixerem un nou tipus d'insecte, els bitto. | |            |                        |                            |
| 80 | L'assalt d'un enemic formidable! Una línia final de defensa minúscula!? Kyōteki no kyūshū! Chiisana saishū bōei sen!? (強敵の急襲! 小さな最終防衛線!?)                            | Original   | 16 de maig de 2006     | 4 de gener de 2011         |
| Les ànimes modificades, és a dir, la Ririn, en Cloud i en Noba inventaran noves trampes per demostrar a l'Ichigo, que poden ser realment eficients i poderoses quan s'enfronten a un Bount. | |            |                        |                            |
| 81 | El Hitsugaya es mou! Atac al carrer Hitsugaya ugoku! Osowareta machi (日番谷動く！襲われた街)                                                                                     | Original   | 23 de maig de 2006     | 5 de gener de 2011         |
| La ciutat està en alerta roja, tot per l'atac dels bitto. Karakura sembla viure moments de crisi. Se'n sortirà, la ciutat, o caurà en mans enemigues dels bount? | |            |                        |                            |
| 82 | L'Ichigo contra la Dalk! L'arribada de la foscor esvaïda Ichigo VS Daruku! Shirakigami no shutsugen (一護VSダルク！白き闇の出現)                                                  | Original   | 30 de maig de 2006     | 6 de gener de 2011         |
| En Renji queda absolutament destrossat després de derrotar els bitto, tant que arriba un punt que perd el sentit. Mentre en Renji surt victoriós, la Rukia, l'Orihime i en Cloud es troben en Yoshui, un bount. | |            |                        |                            |
| 83 | L'ombra gris, el secret del doll Haiiro no kage, dōru no himitsu (灰色の影、ドールの秘密)                                                                                         | Original   | 6 de juny de 2006      | 10 de gener de 2011        |
| El personatge d'en Koga Go es deia que estava destinat des que va néixer a veure com morien persones joves. Al capítol 83 de "Bleach" es repassa tota la seva biografia. | |            |                        |                            |
| 84 | Discrepàncies a l'equip de substitució. La traïció de la Rukia Daikō chīmu bunretsu? Uragitta Rukia (代行チーム分裂？裏切ったルキア)                                              | Original   | 13 de juny de 2006     | 11 de gener de 2011        |
| | |            |                        |                            |
| 85 | Batalla mortal de llàgrimes. La Rukia contra l'Orihime Namida no shitō! Rukia VS Orihime (涙の死闘！ルキアvs織姫)                                                                 | Original   | 13 de juny de 2006     | 12 de gener de 2011        |
| La relació entre la Rukia i l'Orihime és bastant peculiar, com d'amor i odi a la vegada. Mentre un sentiment puja, l'altra baixa. Un altres dels protagonistes d'avui serà l'Ichigo, que encara ha de ser curat. | |            |                        |                            |
| 86 | Rangiku, balla! Fes a trossos l'enemic invisible Rangiku, mau! Mienai teki o kire! (乱菊舞う！見えない敵を斬れ)                                                                   | Original   | 20 de juny de 2006     | 13 de gener de 2011        |
| És evident, tothom ho sap i ho té molt clar, no te'n pots fiar d'un bount que sembli d'edat avançada, després passen les coses que passen. Per sort per allà hi ha la Rangiku Matsumoto per donar un cop de mà! | |            |                        |                            |
| 87 | Convoquen el Byakuya! Les 13 divisions es comencen a moure Byakuya shōshū! Ugokidasu gotei 13 (白哉召集！動き出す護廷十三隊)                                                      | Original   | 4 de juliol de 2006    | 17 de gener de 2011        |
| La Rangiku trobarà la posició exacta d'en Baura i el bound amb una tècnica kido. Una tècnica devastadora amb una efectivitat envejable. Però això no és el més important del capítol d'avui, i és que les 13 divisions es comencen a moure...                                                                                            | |            |                        |                            |
| 88 | Eliminació dels tinents? Trampa a la cova subterrània Fukutaichō zenmetsu!? Chikadōkutsu no wana (副隊長全滅!?地下洞窟の罠)                                                       | Original   | 11 de juliol de 2006   | 18 de gener de 2011        |
| | |            |                        |                            |
| 89 | Revenja? L'Ishida contra la Nemu Saisen!? Ishida VS Nemu (再戦!?石田VSネム) | Original   | 18 de juliol de 2006   | 19 de gener de 2011        |
| En el capítol d'avui, l'Ichigo i els altres hauran de sortir amb vida d'un seguit de trampes que provaran d'acabar amb ells. Mentre l'Ishida es troba amb la Nemu Kurotsuchi: tornaran els poders de Quincy. | |            |                        |                            |
| 90 | Renji Abarai, ànima de bankai Abarai Renji, tamashii no bankai! (阿散井恋次、魂の卍解！)                                                                                          | Original   | 25 de juliol de 2006   | 20 de gener de 2011        |
| En Renji no es tallarà un pèl a l'hora d'utilitzar el seu Bankai per derrotar Geselle. Però aquest es descontrolarà i començarà a destrossar tota la cova. Les conseqüències de tot això seran sorprenents. | |            |                        |                            |
| 91 | Shinigami i Quincy, el poder que reviu Shinigami to kuinshii, yomigaeru chikara (死神とクインシー、よみがえる力)                                                                  | Original   | 1 d'agost de 2006      | 24 de gener de 2011        |
| S'acaba una nova temporada a Bleach i, com sempre, el darrer episodi no ens deixarà indiferents. La següent serà la cinquena de "Bleach", on els Bount no sembla que pensin estar quiets. | |            |                        |                            |

## Temporada 5: Els Bount: Invasió a la Societat d'Ànimes (2006-2007)
| # | Títol en català | Adaptat de              | Data d'estrena al Japó | Data d'estrena a Catalunya |
| --- | --- | ----------------------- | ---------------------- | -------------------------- |
| 92 | Entrada al món dels shinigamis altre cop Shinigami sekai e no totsunyū, futatabi (死神世界への突入、再び)                                                        | Original                | 8 d'agost de 2006      | 25 de gener de 2011        |
| Després de tot el que va passar en aquell món, de tant patiment, de tantes emocions, l'Ichigo i els seus tornen allà on no voldrien haver anat mai, el món dels shinigamis. Molts records tornaran al cap de la Rukia...                                                          | |                         |                        |                            |
| 93 | L'assalt dels bounts. Caos a les 13 divisions Baunto kyōshū! Gekishin no gotei jūsantai (バウンド強襲！激震の護廷十三隊)                                         | Original                | 15 d'agost de 2006     | 26 de gener de 2011        |
| L'avançament dels Bount segueix imparable i sembla que ningú els podrà aturar. La Rukia serà una de les que ho provarà enfrontant-se amb la Yoshi, però la shinigami es trobarà amb un handicap que podria decantar la balança...                                                 | |                         |                        |                            |
| 94 | La decisió del Hitsugaya! El moment del conflicte s'acosta Hitsugaya no ketsui! Gekitotsu no tokisemaru (日番谷の決意！激突の時迫る)                             | Original                | 22 d'agost de 2006     | 27 de gener de 2011        |
| Tensió, intranquil·litat, nervis. Són moments de calma tensa perquè s'esperen fets terribles per d'aquí molt poc. El conflicte s'acosta i sembla inevitable. Res no el podrà aturar i l'únic dubte serà el resultat.                                                              | |                         |                        |                            |
| 95 | El Byakuya pren el camp de batalla! La dansa de les flors de cirerer que tallen el vent Byakuya shutsujin! Kaze wo saku sakura no mai (白哉出陣！風を裂く桜の舞) | Original                | 5 de setembre de 2006  | 31 de gener de 2011        |
| Mentre dura la batalla entre en Byakuya i en Kariya aquest darrer ha demostrat que és capaç de controlar el vent, però no compta amb l'ajuda que li arribarà a en Byakuya. L'Icihigo arriba i apareixen els bankai.                                                               | |                         |                        |                            |
| 96 | Ichigo-Byakuya-Kariya, el combat dels tres extrems Ichigo・Byakuya・Kariya, sankyoku no tatakai! (一護・白哉・狩矢、三極の戦い !)                                | Original                | 12 de setembre de 2006 | 1 de febrer de 2011        |
| No volem avançar res sobre una batalla que continua i no sembla que s'acabi aviat: Ichigo i Byakuya contra en Kariya. Això sí en aquest capítol, en Kariya serà greument ferit.                                                                                                   | |                         |                        |                            |
| 97 | El moviment del Hitsugaya! Talla l'enemic al bosc Hitsugaya Shutsugeki! Mori no naka no teki wo kire! (日番谷出撃！森の中の敵を斬れ)                             | Original                | 19 de setembre de 2006 | 2 de febrer de 2011        |
| La Ran-Tao li explica a l'Ichigo i l'Ishida com es van crear els bounts, però el que és més important, què amaguen aquestes criatures i perquè van ser creades. Mentrestant, en Kariya es prepara per la invasió a la societat d'ànimes.                                          | |                         |                        |                            |
| 98 | El xoc! El Kenpachi Zaraki contra el Maki Ichinose Gekitotsu! Zaraki Kenpachi VS Ichinose Maki (激突！更木剣八VS一之瀬真樹)                                      | Original                | 4 d'octubre de 2006    | 3 de febrer de 2011        |
| Arriba el moment d'en Zaraki Kenpachi per lluitar amb l'Ichinose, que l'atacarà amb diverses tècniques efectives que no donaran un resultat positiu. Serà llavors quan utilitzarà el poder especial de la llum...                                                                 | |                         |                        |                            |
| 99 | Shinigami contra shinigami, el poder incontrolable Shinigami VS shinigami! Bōsō suru chikara (死神VS死神！暴走する力)                                            | Original                | 11 d'octubre de 2006   | 7 de febrer de 2011        |
| En Kariya i els altres bount aconseguiran entrar al seireitei gràcies a l'ajuda de la gent d'en Kusajishi. Que passarà a dins? Doncs moltes coses, però el primer que farà el bount serà passar de tothom qui l'ha ajudat. Quan no s'hi pot confiar és que no s'hi pot confiar... | |                         |                        |                            |
| 100 | La Soi Fong és morta? El final de les forces secretes especials Soi Fong shisu? Onmitsukidō no saigo (砕蜂死す？隠密機動の最後)                                  | Original                | 18 d'octubre de 2006   | 8 de febrer de 2011        |
| Potser pensàveu que el capítol 100 seria un resum tranquil del que ha anat passant. Doncs res més lluny de la realitat, les batusses segueixen a l'ordre del dia, avui li toca a la Soi Fong, que s'enfronta al Mabashi                                                           | |                         |                        |                            |
| 101 | El bankai del Kurotsuchi! Sawatari. El xoc dels dimonis Mayuri bankai!! Sawatari・Akuma no gekitotsu (マユリ卍解!!沢渡・悪魔の激突)                              | Original                | 1 de novembre de 2006  | 9 de febrer de 2011        |
| Ja tenim aquí el capítol 101 de Bleach, on en Sawatari s'enfrontarà amb un Mayuri Kurotsuchi, que no comptarà amb la presència de la mascota del primer, en Baura, que també tindrà un paper destacat en la partida.                                                              | |                         |                        |                            |
| 102 | L'últim Quincy! El poder que explota Saigo no kuinshii! Bōhatsu suru chikara (最後のクインシー！暴発する力)                                                      | Original                | 8 de novembre de 2006  | 10 de febrer de 2011       |
| L'Ishida i la Yoshi comencen la seva batalla particular però l'Ishida es trobarà ràpidament amb un problema: la seva polsera és inestable i els seus atacs tant poden sortir bé com malament. Mentrestant, la Yoshi contraatacarà amb les seves mascotes...                       | |                         |                        |                            |
| 103 | L'Ishida excedeix els límits per atacar Ishida, genkai wo koe te ute! (石田、限界を超えて撃て！)                                                                 | Original                | 15 de novembre de 2006 | 14 de febrer de 2011       |
| L'Ishida aconseguirà trobar la debilitat de la tècnica i llançarà una fletxa que finalment travessarà el cor de la Yoshi. Sens dubte, el nostre Quincy preferit té una punteria perfecta. D'altra banda, en Kariya segueix fent-ne de les seves.                                  | |                         |                        |                            |
| 104 | Lluita mortal de la divisió 10. L'alliberament del Hyorinmaru! Shitō jū ban tai! Hyōrinmaru o hanate (死闘十番隊！氷輪丸を放て)                                  | Original                | 22 de novembre de 2006 | 15 de febrer de 2011       |
| En Hitsugaya s'enfrontarà amb en Koga Kō, que alliberà la seva mascota Darlk. Ella no podrà fer res davant el shikai d'en Hitsugaya però això no vol dir res, la Dalk encara no està derrotada!                                                                                   | |                         |                        |                            |
| 105 | El Kariya: compte enrere par a la detonació Kariya! Bakuhatsu he no kauntodaun (狩矢！爆発へのカウントダウン)                                                    | Original                | 29 de novembre de 2006 | 16 de febrer de 2011       |
| La Nanao Ise informa el comandant general Shigekuni Yamamoto-Genryūsai sobre l'accident al departament de tecnologia. Mentrestant, la Ran-Tao ataca en Kariya amb una pistola que dispara kidō.                                                                                   | |                         |                        |                            |
| 106 | Vida i venjança! L'última elecció de l'Ishida Inochi to fukushū! Ishida, kyūkyoku no sentaku (命と復讐！石田、究極の選択)                                        | Original                | 6 de desembre de 2006  | 17 de febrer de 2011       |
| En Kariya recorda els patiments i desgràcies que han hagut de suportar els bount en el passat. Per ells els shinigamis els van atacar ja que els veien com una amenaça. Així van començar les hostilitats entre dues races que porten una rivalitat històrica.                    | |                         |                        |                            |
| 107 | L'espasa derrotada! El moment de la ruïna Furiorosareta ha! Hametsu no shunka (振り下ろされた刃！破滅の瞬間)                                                     | Original                | 13 de desembre de 2006 | 21 de febrer de 2011       |
| La batalla ja es preveia que seria dura. I sens dubte s'està arribant a les expectatives creades. Més quan l'Ichigo utilitzarà el seu "bankai" per atacar en Keriya. Això sí, hi havia quelcom que no esperàvem, l'aparició de l'Ichinose.                                        | |                         |                        |                            |
| 108 | El bount que es lamenta! L'últim xoc Dōkoku no baunto! Saigo no gekitotsu (慟哭のバウント！最後の激突)                                                           | Original                | 20 de desembre de 2006 | 22 de febrer de 2011       |
| En Kariya revela la veritable forma del la seva mascota Messer mentre utilitza l'electricitat per ferir seriosament l'Ichigo. La Rukia voldrà ajudar però en Renji l'aturarà, sap perfectament que aquesta és la gran batalla de l'Ichigo.                                        | |                         |                        |                            |
| 109 | L'Ichigo i la Rukia. Pensaments en el cel que dona voltes Ichigo to Rukia, kaiten suru omoi (一護とルキア、廻天する想い)                                         | Capítols 0 Costat A i B | 4 de gener de 2006     | 23 de febrer de 2011       |
| La Rukia es troba a casa dels Kuchiki recuperant-se de les ferides després del gran combat. Mentre, l'Ichigo i en Renji mantindran una profunda conversa sobre en Kariya. Volia destruir el món o només tancar un cicle?                                                          | |                         |                        |                            |

## Temporada 6: Arrancar: L'arribada (2007)
| # | Títol en català | Adaptat de | Data d'estrena al Japó | Data d'estrena a Catalunya |
| --- | --- | ---------- | ---------------------- | -------------------------- |
| 110 | Altre cop substitut! L'aterridor alumne nou Daikōgyō saikai! Kyōfu no tenkōsei (代行業再開！恐怖の転校生)                                        | 183-186    | 10 de gener de 2007    | 4 de març de 2011          |
| Ha arribat un nou estudiant a la classe de l'Ichigo; es diu Shinji Hirako. Tot anirà seguint el seu curs normal fins que en una baralla entre l'Ichigo i un hollow apareixerà sorprenentment aquest nou company per atacar l'Ichigo. A més, utilitzarà una màscara amb aspecte de hollow. Finalment, li demanarà que s'uneixi al seu grup, els Vizards.                   | |            |                        |                            |
| 111 | Sorpresa! Les autèntiques identitats dels pares Kyōgaku! Oyaji tachi no shōtai (驚愕！親父達の正体)                                              | 186-187    | 17 de gener de 2007    | 4 de març de 2011          |
| Després de derrotar molt fàcilment el hollow, el pare de l'Ishida, en Ryuken, oferirà al seu primogènit de recuperar els poders de Quincy, però a canvi haurà de sacrificar moltes coses, ja que només ho obtindrà si mai més torna a ajudar els seus amics shinigamis.                                                                                                   | |            |                        |                            |
| 112 | El començament de la guerra. Els visoreds contra els arrancars Tatakai no hajimari, vaizādo to arankaru (戦いの始まり、仮面の軍勢と破面)         | 188-189    | 24 de gener de 2007    | 11 de març de 2011         |
| Malgrat que l'Ichigo ha refusat taxativament d'unir-se als Vizards, en Shinji segueix insistint que ho faci. Segons el seu nou company de classe, si no ho fa, el "hollow" que té dins seu es tornarà molt més fort, tant que podria controlar totalment el cos del "shinigami".                                                                                          | |            |                        |                            |
| 113 | Preludi de l'Apocalipsi, l'ofensiva dels arrancars Sekai hōkai e no jokyoku, arankaru shūrai! (世界崩壊への序曲、アランカル襲来！)               | 190-192    | 31 de gener de 2007    | 11 de març de 2011         |
| Tal com havia dit en Shinji, l'Ichigo s'adona que el seu hollow interior s'està tornant cada vegada més i més fort. Mentrestant, dos arrancars arriben al món real i l'Orihime i en Sado seran qui els hauran de parar els peus, tot i que la cosa no acabarà bé i haurà de venir l'Ichigo a ajudar.                                                                      | |            |                        |                            |
| 114 | El retrobament de l'Ichigo. La Rukia i els shinigamis Saikai, Ichigo to Rukia (再会、一護とルキア)                                               | 193-195    | 7 de febrer de 2007    | 18 de març de 2011         |
| L'Ichigo s'enfrontarà amb en Yammy utilitzant el seu bankai. Tot anirà bé i fins i tot aconseguirà tallar un braç del seu rival. Llavors passarà el que ell mateix sabia que podia passar: el seu hollow interior provocarà que no pugui lluitar amb normalitat... llavors la balança començarà a decantar-se cap a l'altra banda.                                        | |            |                        |                            |
| 115 | La missió! Els shinigamis han arribat Tokumei! Yatte kita shinigami tachi (特命！やってきた死神たち)                                             | 196-197    | 14 de febrer de 2007   | 18 de març de 2011         |
| Al final haurà de ser la Rukia, i qui sinó, la que hagi de dir les coses clares a l'Ichigo. El tractarà de covard per no afrontar la situació del seu hollow interior com caldria. A més, l'obligarà a demanar perdó a l'Orihime per no haver-la protegit com mereixia.                                                                                                   | |            |                        |                            |
| 116 | L'ull del mal. Torna l'Aizen Ashiki hitomi, Aizen futatabi (悪しき瞳、藍染再び)                                                                  | 197-199    | 21 de febrer de 2007   | 25 de març de 2011         |
| L'Ulquiorra utilitzarà una tècnica secreta per revelar el que va veure entre l'Ichigo i l'Aizen. Li recriminaran de no haver matat l'Ichigo quan en va tenir l'oportunitat però l'Ulquiorra es defensa assegurant que no és una amenaça per a ells. | |            |                        |                            |
| 117 | Comença la batalla de la Rukia! La fulla blanca congeladora Rukia sentō kaishi! Kōritsuku shiroi yaiba (ルキア戦闘開始！凍りつく白い刃)          | 200-202    | 28 de febrer de 2007   | 25 de març de 2011         |
| En D-Roy es trobarà amb en Sado i la baralla sembla inevitable. Però en aquell moment apareixen la Rukia i l'Ichigo, que faran que en Sado marxi i serà la Rukia, que acabarà fàcilment amb en D-Roy, en part gràcies al poder del Sode no Shirayuki. | |            |                        |                            |
| 118 | El bankai de l'Ikkaku. El poder que ho trenca tot Ikkaku bankai! Subete wo kudaku chikara (一角卍解！全てを砕く力)                               | 203-205    | 7 de març de 2007      | 1 d'abril de 2011          |
| Mentre cadascú es troba a les seves respectives batalles, l'Ikkaku està lluitant amb l'Edoras Lleons, que allibera la seva veritable forma. L'Ikkaku està a punt de ser derrotat per l'Edoras però decideix mostrar el seu fins ara desconegut bankai. | |            |                        |                            |
| 119 | La història secreta de la divisió del Zaraki! L'home amb sort Zaraki tai hiwa! Tsuite iru otoko tachi (更木隊秘話！ツイている男たち)             | 206        | 21 de març de 2007     | 1 d'abril de 2011          |
| L'Ikkaku explica les raons que el van portar a ocultar el seu bankai. Comença recordant com va conèixer en Zaraki i com va ensenyar a lluitar en Renji. En Yumichika felicita l'Ikkaku per la victòria. | |            |                        |                            |
| 120 | El Hitsugaya es desmunta! La Hyorinmaru es desfulla Hitsugaya chiru! Kudaketa Hyōrinmaru (日番谷散る！砕けた氷輪丸)                              | 207-209    | 27 de març de 2007     | 8 d'abril de 2011          |
| Les baralles entre els membres de l'equip d'en Hitsugaya continuen: en Renji i el seu bankai van contra Forte Grantz i l'Ichigo contra en Grimmjow. Mentre, en Hitsugaya lluita contra Shawlong Quofang, però la victòria està molt lluny. La Rangiku negociarà amb la societat d'ànimes per aconseguir treure's l'anell del poder.                                       | |            |                        |                            |
| 121 | El xoc! El protector contra el patidor Gekitotsu! Mamoru mono VS koumuru mono (激突！護る者VS被る者)                                             | 210-212    | 11 d'abril de 2007     | 8 d'abril de 2011          |
| La Rangiku, en Renji i en Hitsugaya s'enfronten sense el segell del poder a les seves respectives batalles particulars. En Grimmjow i l'Ichigo, ple de ràbia, lluiten a mort i durant la baralla passaran moltes coses inesperades. | |            |                        |                            |
| 122 | Els visoreds! El poder dels despertats Vaizādo! Mezameshi monotachi no chikara (ヴァイザード！目覚めし者たちの力)                                | 213-214    | 18 d'abril de 2007     | 15 d'abril de 2011         |
| En Kaname Tōsen talla el braç d'en Grmmjow per trencar les normes i quan aquest intenta contraatacar és aturat per l'Aizen. Mentrestant, l'Ichigo busca els vizard per aprendre a controlar el seu "hollow" interior i a l'hospital de Karakura l'Ishida s'entrena durament per recuperar els seus poders.                                                                | |            |                        |                            |
| 123 | Ichigo, hollowització completa? Ichigo, kanzen horō-ka!? (一護、完全ホロウ化!?)                                                                  | 215-218    | 25 d'abril de 2007     | 15 d'abril de 2011         |
| La Hiyori fa servir el seu màxim poder: la seva màscara vizard. L'Ichigo serà posseït per la desesperació però els altres vizard l'aconseguiran controlar i l'exposaran a una prova on haurà de demostrar si és capaç de sobreviure als instints "hollow". En Shinji decideix que l'Ichigo ha d'enfrontar-se amb el seu "hollow" interior i així comença una gran lluita. | |            |                        |                            |
| 124 | Col·lisió! El bankai negre contra el bankai blanc Gekitotsu! Kuroi bankai to shiroi bankai (激突！黒い卍解と白い卍解)                            | 219-220    | 2 de maig de 2007      | 22 d'abril de 2011         |
| L'Ichigo i el seu hollow intern alliberen el bankai. Tot i així, no aconsegueix desfer-se les visions dels seus rivals del passat, com ara en Kariya, en Byakuya o en Zaraki. Mentrestant, els vizard es tornen per combatre el hollow que intenta posseir el cos de l'Ichigo.                                                                                            | |            |                        |                            |
| 125 | Informe urgent! El pla terrorific de l'Aizen Kinkyū hōkoku! Aizen no osorubeki keikaku! (緊急報告！藍染の恐るべき計画)                           | 221-223    | 9 de maig de 2007      | 22 d'abril de 2011         |
| La batalla entre l'Ichigo i el seu hollow interior arriba a la fi. En Shigekuni Yamamoto-Genryūsai informa en Hitsugaya de les intencions de l'Aizen, tot i que en Yamamoto tindrà molt a veure en el resultat d'aquest objectiu. Per la seva banda, en Sado comença a entrenar-se amb en Renji.                                                                          | |            |                        |                            |
| 126 | L'Uryu contra el Ryuken! L'enfrontament entre el fill i el pare quincys Uryū VS Ryūken! Gekitotsu kuinshī oyako (雨竜VS竜弦！激突クインシー親子) | 224-226    | 16 de maig de 2007     | 29 d'abril de 2011         |
| En Yamamoto informa sobre els plans d'Aizen i la Momo Hinamori sospita que darrere d'ell pot haver-hi algú altre controlant-lo. L'Orihime aconsegueix trobar l'Ichigo, que s'està entrenant amb els vizards i l'Ishida és colpejat per una fletxa de manera que rep una nova revelació.                                                                                   | |            |                        |                            |
| 127 | La decisió de l'Urahara, els pensaments de l'Orihime Urahara no ketsudan, Orihime no omoi (浦原の決断、織姫の想い)                               | 227-229    | 30 de maig de 2007     | 29 d'abril de 2011         |
| L'Orihime manté una conversa important amb un vizard anomenat Hachi i en Yammy recupera el seu braç, un fet que té conseqüències molt positives, com li explica més endavant l'Ulquiorra. | |            |                        |                            |
| 128 | El malson arrenca! L'equip del Hitsugaya avança Akumu no arankaru! Hitsugaya tai shutsugeki (悪夢のアランカル！日番谷隊出撃)                     | Original   | 6 de juny de 2007      | 6 de maig de 2011          |
| La Rangiku Matsumoto es troba, per casualitat, una espècie de flauta que quan la toques té un efecte molt especial i en Hitsugaya i els shinigamis han d'intervenir per controlar la situació. | |            |                        |                            |
| 129 | L'emissari fosc s'abat en picat! La propagació del mal Maiorita yami no shisha! Zōshoku suru akui (舞い降りた闇の使者！増殖する悪意)             | Original   | 13 de juny de 2007     | 6 de maig de 2011          |
| En Hitsugaya i la resta s'han d'enfrontar amb un hollow capaç de crear un nombre il·limitat de clons. | |            |                        |                            |
| 130 | L'enemic invisible! La decisió despietada del Hitsugaya Mienai teki! Hitsugaya, hijō na ketsudan (見えない敵！日番谷、非情な決断)                | Original   | 20 de juny de 2007     | 13 de maig de 2011         |
| El "hollow" es fa cada vegada més fort i ara pot crear encara més clons amb intencions malignes. Un d'ells, amb aparença de la Yui, posarà en perill en Shōta... | |            |                        |                            |
| 131 | Les llàgrimes de la Rangiku; el trist comiat del germà i la germana Rangiku no namida, kanashiki kyōdai no wakare (乱菊の涙、哀しき兄妹の別れ)   | Original   | 27 de juny de 2007     | 13 de maig de 2011         |
| La Matsumoto evita una desgràcia, però tot i així el "hollow" aconsegueix fugir a una altra dimensió i en Hitsugaya haurà de lluitar amb ell fent ús del seu poder espiritual. | |            |                        |                            |

## Temporada 7: Arrancar: El Hueco Mundo (2007)
| # | Títol en català | Adaptat de | Data d'estrena al Japó | Data d'estrena a Catalunya |
| --- | --- | ---------- | ---------------------- | -------------------------- |
| 132 | El Hitsuyaga, la Karin i la pilota de futbol Hitsugaya to Karin to sakkā bōru (日番谷と夏梨とサッカーボール)                                 | Original   | 4 de juliol de 2007    | 20 de maig de 2011         |
| La Karin, la germana petita de l'Ichigo, busca un jugador de futbol per al seu equip de cara a un important partit contra els alumnes de Secundària i li demana a en Hitsugaya, que es nega en un principi però acaba acceptant.                                                                                       | |            |                        |                            |
| 133 | Ikkaku, la història del kendo a sang calenta Ikkaku, nekketsu kendō monogatari (一角、熱血剣道物語)                                          | Original   | 11 de juliol de 2007   | 20 de maig de 2011         |
| L'Ikkaku és convidat per la germana d'en Keigo, la Mizuho, per entrenar un grup d'estudiants i així aconseguir que guanyin una important competició de kendō. | |            |                        |                            |
| 134 | El pastisser guapo, Yumichika! Utsukushiki Patishie, Yumichika! (美しきパティシエ、弓親！)                                                   | Original   | 18 de juliol de 2007   | 27 de maig de 2011         |
| En Rin Tsubokura de la dotzena divisió és enviat al món humà. Juntament amb en Hanatarō i en Yumichika es troben amb l'ànim d'un xef que, abans d'unir-se a la societat d'ànimes, desitja fer un pastís per a la seva mare.                                                                                            | |            |                        |                            |
| 135 | El Kon cau en una trampa! La Rangiku a l'aguait Hakarare ta, Kon! Rangiku ha mite ita (はかられた、コン！乱菊は見ていた・・)                 | Original   | 25 de juliol de 2007   | 27 de maig de 2011         |
| En Kon es troba una nena solitària anomenada Miyuki, la qual troba a faltar la seva mascota Shintarō. Les coses es compliquen quan apareix un hollow que és el mateix Shintarō i no ve disposat a jugar amb la seva antiga amiga, precisament...                                                                       | |            |                        |                            |
| 136 | Guerra civil al Hueco Mundo! La mort de l'Ulquiorra Ueko Mundo no nairan! Urukiora no shi (ウェコムンドの内乱！ ウルキオラの死)              | Original   | 8 d'agost de 2007      | 3 de juny de 2011          |
| Al Hueco Mundo, l'arrancar anomenat Patros s'enfronta a l'Ulquiorra... I les conseqüències no poden ser més devastadores. | |            |                        |                            |
| 137 | La batalla maliciosa, la trampa de l'Aizen Akui no tatakai, Aizen no wana (悪意の戦い、藍染の罠)                                             | Original   | 22 d'agost de 2007     | 3 de juny de 2011          |
| L'Ichigo es desperta i es troba a ell mateix al mig d'un desert. Assegut al costat del confós Ichigo es troben l'Uryu, l'Orihime i en Chad, tots vestits a l'estic aràbic. | |            |                        |                            |
| 138 | El Hueco Mundo mou fitxa altre cop! El Hitsugaya contra el Yammy! Ueko Mundo sai dō! Hitsugaya vs. Yammy (ウェコムンド再動！日番谷vsヤミー)  | 229-231    | 30 d'agost de 2007     | 10 de juny de 2011         |
| Es crea un nou arrancar i juntament amb els altres tres han de lluitar contra en Hitsugaya, la Rangiku, l'Ikkaku i en Yumichika. Mentre la Rukia i l'Orihime s'estan entrenant, li arriba un missatge a la Rukia que l'avisa que han aparegut uns arrancars de nivell "espada".                                        | |            |                        |                            |
| 139 | L'Ichigo contra el Grimmjow, la batalla dels 11 segons! Ichigo vs. Gurimujō, 11 byō no tatakai (一護vsグリムジョー、11秒の戦い)              | 231-233    | 6 de setembre de 2007  | 10 de juny de 2011         |
| Tots estan a les seves respectives batalles. Al món humà, l'Ichigo utilitza la seva màscara contra en Grimmjow fins que passats els 11 segons... tot canvia. En un altre enfrontament, en Luppi allibera la seva espasa i decideix lluitar contra els quatre shinigamis deixant al marge en Yammy i el nou arrancar... | |            |                        |                            |
| 140 | L'estratègia de l'Ulquiorra, el moment de la posta de sol! Sakubō no Urukiora, taiyō ga shizumu toki (策謀のウルキオラ、太陽が沈む時)        | 234-236    | 12 de setembre de 2007 | 17 de juny de 2011         |
| A la primera batalla, en Kisuke Urahara salva la Rangiku Matsumoto dels atacs d'en Luppi i, finalment, lluita contra en Yammy tot utilitzant un nou invent. I a l'altra batalla, just quan en Grimmjow es disposa a acabar amb l'Ichigo, apareix la Rukia...                                                           | |            |                        |                            |
| 141 | Adéu, Kurosaki! Sayonara..., Kurosaki-kun (さよなら…、黒崎くん)                                                                              | 237        | 19 de setembre de 2007 | 17 de juny de 2011         |
| Després de la batalla, tots descansen a la sala d'entrenament de l'Urahara, excepte l'Ichigo, que ho fa a casa després d'haver estat parcialment curat per Hachigen Ushōda i la Rukia. | |            |                        |                            |
| 142 | Ordre terminant! Prohibit rescatar l'Orihime Inoue Genmei! Inoue Orihime no kyujutsu wo kinzu (厳命!井上織姫ノ救出ヲ禁ズ)                    | 238-239    | 26 de setembre de 2007 | 24 de juny de 2011         |
| L'Ichigo es desperta i decideix anar a buscar l'Inoue, tot i que el capità de la primera divisió, en Yamamoto, ha prohibit el rescat de la noia per ser considerada una traïdora. | |            |                        |                            |
| 143 | El Grimmjow es revifa Fukkatsu no Gurimujō (復活のグリムジョー)                                                                              | 240-241    | 3 d'octubre de 2007    | 24 de juny de 2011         |
| En Kisuke Urahara obre un forat cap al Hueco Mundo i li diu a l'Ichigo, el Chad i l'Ishida que hauran d'utilitzar el seu reiatsu per poder arribar-hi. Mentrestant, l'Aizen li demana a l'Inoue que curi el braç del Grimmjoww com a demostració del seu poder.                                                        | |            |                        |                            |
| 144 | L'Ishida i el Chad, l'acceleració d'un nou poder! Ishida・Sado, atarashiki chikara no taidō (石田・チャド、新しき力の胎動)                   | 240-241    | 17 d'octubre de 2007   | 1 de juliol de 2011        |
| | |            |                        |                            |
| 145 | Els espada es reuneixen! L'assemblea reial de l'Aizen Esupāda shūketsu! Aizen no gozen kaigi (エスパーダ集結！藍染の御前会議)                | 244-245    | 25 d'octubre de 2007   | 1 de juliol de 2011        |
| En Chad finalitza la seva batalla contra en Demoura utilitzant el Directo. L'edifici on es troben comença a ensorrar-se i l'Ichigo i la resta surten a la superfície, comprovant l'aspecte desolador del Hueco Mundo...                                                                                                | |            |                        |                            |
| 146 | El nom és Nel! L'aparició d'un arrancar estrany Sono na wa Neru! Fushigi na Arankaru tōjō (その名はネル！不思議なアランカル登場)             | 246-247    | 31 d'octubre de 2007   | 8 de juliol de 2011        |
| L'Ichigo i els seus amics coneixen la petita Nel i els seus germans Pesshe i Dondochaka. La nena els explica que només estaven jugant amb ells. Després, però, el grup de l'Ichigo caurà en una trampa... | |            |                        |                            |
| 147 | Bosc dels menos! La recerca de la Rukia Menosu no mori! Kieta Rukia wo sakase (メノスの森! 消えたルキアを探せ)                               | Original   | 7 de novembre de 2007  | 8 de juliol de 2011        |
| L'Ichigo, juntament amb els seus amics i la colla de la Nel, es troben novament amb en Lunganga, el qual provoca un remolí d'arenes movedisses que els porta al subsòl del "Hueco Mundo". | |            |                        |                            |
| 148 | Ashido, el shinigami del passat Ashido, kako kara kita shinigami (アシド、過去から来た死神)                                                  | Original   | 14 de novembre de 2007 | 15 de juliol de 2011       |
| En plena batalla contra els hollow, l'Ashido ha de cobrir les esquenes de la Rukia. Patirem per les seves vides? | |            |                        |                            |
| 149 | A través del bosc que s'enfonsa, un milió de menos Kuzure iku mori, hyakuman no Menosu (崩れ行く森、百万のメノス)                            | 247        | 21 de novembre de 2007 | 15 de juliol de 2011       |
| Un milió de menos barra el pas a l'Ichigo. Serà el darrer pas a superar per fugir? | |            |                        |                            |
| 150 | El jurament! Tornar vius! Sakai! Futatabi ikite kono basho he (誓い！ 再び生きてこの場所へ)                                                  | 248-249    | 28 de novembre de 2007 | 22 de juliol de 2011       |
| L'Ichigo i els seus amics van cap al Palau "Las Noches". L'Ichigo s'acomiada de la Nell perquè es tracta d'una zona perillosa, però aquesta no li farà cas... | |            |                        |                            |
| 151 | La tempesta ferotge! Enfrontament amb l'arrancar que balla Fukiareru bōfō! Odoru arankaru to no sōgū (吹き荒れる暴風!踊るアランカルとの遭遇) | 250-251    | 5 de desembre de 2007  | 22 de juliol de 2011       |
| L'Ichigo i la Nell es troben davant en Dordoni, un arrancar que sembla dèbil pels seus moviments ridículs. Però les aparences enganyen... i molt! | |            |                        |                            |

## Temporada 8: Arrancar: La Lluita Ferotge (2007-2008)
| # | Títol en català | Adaptat de        | Data d'estrena al Japó | Data d'estrena a Catalunya |
| --- | --- | ----------------- | ---------------------- | -------------------------- |
| 152 | L'Ichigo contraataca! Aquest és el meu bankai Ichigo hangeki! Koitsu ga ore no bankai da (一護反撃！こいつが俺の卍解だ)                        | 252-254           | 12 de desembre de 2007 | 29 de juliol de 2011       |
| La batalla continua. L'Ichigo insisteix a no utilitzar el seu "bankai", per la qual cosa en Dordoni li està passant per sobre. La Nell no ho aguantarà pas i decideix intervenir-hi...                                        | |                   |                        |                            |
| 153 | Recerca malèfica! Les investigacions del syazel Aporro Akuma no kenkyū! Zaeru Aporo no takurami (悪魔の研究!ザエルアポロの企み)                | 254-255 i 262-263 | 19 de desembre de 2007 | 29 de juliol de 2011       |
| Apareixen els cavallers exèquies, enviats pel Syazel Aporro amb un objectiu: atrapar l'Ichigo. Mentrestant, la Rukia es troba amb l'espada número 9, que té un aspecte molt familiar...                                       | |                   |                        |                            |
| 154 | La Rukia i el Kaien, el trist retrobament Rukia to Kaien, kanashimi no saikai (ルキアと海燕、哀しみの再会)                                     | 263-264           | 26 de desembre de 2007 | 5 d'agost de 2011          |
| La Rukia conversa amb l'espada número 9, que té l'aparença d'en Kaien. Aquest li demana a la noia que mati els seus amics i a canvi li perdonarà la vida...                                                                   | |                   |                        |                            |
| 155 | La Rukia contraataca! La invocació del kido desesperat Rukia hangeki! Kesshi no kidō o hanate (ルキア反撃！決死の鬼道を放て)                   | 265-267           | 9 de gener de 2008     | 5 d'agost de 2011          |
| Continua la batalla entre la Rukia i l'espada número 9. La noia utilitza un kido que el seu rival aconsegueix esquivar. La Rukia, però, coneixerà un punt feble del seu contrincant... i també qui és en realitat.            | |                   |                        |                            |
| 156 | L'Ishida i el Pesche, l'atac unit de l'amistat Ishida & Pesshe, yūjō no gattai kōgeki (石田＆ペッシェ、友情の合体攻撃)                         | 256-257           | 16 de gener de 2008    | 12 d'agost de 2011         |
| La batalla entre l'Ishida i la Cirucci segueix en curs. L'Ishida ha d'improvisar per contrarestar l'atac de la Cirucci que té una metamorfosi per esdevenir un ocell gegant d'ales esmolades.                                 | |                   |                        |                            |
| 157 | El trumfo de l'Ishida, les seele schneider Ishida no kirifuda, tamashī o kirisaku mono (石田の切り札、魂を切り裂くもの)                        | 258-259           | 23 de gener de 2008    | 12 d'agost de 2011         |
| L'Ishida és capaç de tallar les ales de la Cirucci per desempallegar-se del seu rival. Però com li van les coses entre el Sado i el Gantenbein?                                                                               | |                   |                        |                            |
| 158 | El braç dret del gegant, el braç esquerre del diable Kyojin no uwan, akuma no sawan (巨人の右腕、悪魔の左腕)                                   | 260-261           | 30 de gener de 2008    | 19 d'agost de 2011         |
| En Chad té poders amagats als braços. El dret li permet viatjar a gran velocitat, mentre que l'esquerre pot convertir-se en una arma ben valuosa. Serà capaç de desfer-se d'en Gatenbainne?                                   | |                   |                        |                            |
| 159 | La mort del Sado Yasutora! Les llàgrimes de l'Orihime Sado Yasutora shisu! Orihime no namida (茶渡泰虎死す！織姫の涙)                          | 262-265           | 6 de febrer de 2008    | 19 d'agost de 2011         |
| En Noitra es desempallega d'en Chad. L'Orihime s'alimenta per mantenir-se amb vida. I en Renji cau en una trampa. | |                   |                        |                            |
| 160 | Testament, el teu cor és aquí Yuigon - Kokoro wa koko ni (遺言 心はここに...)                                                                  | 267-269           | 13 de febrer de 2008   | 26 d'agost de 2011         |
| L'Aaroniero, capaç d'utilitzar totes les tècniques dels hollows que van ser absorbits per ell, provoca una greu ferida al pit de la Rukia. Aleshores, la noia recorda el seu passat, quan s'entrenava amb en Kaien.           | |                   |                        |                            |
| 161 | L'arrancar cruel, la provocació de l'Ulquiorra Zankoku na arankaru, Urukiora no chōhatsu (残酷な破面、ウルキオラの挑発)                        | 265 i 269-270     | 20 de febrer de 2008   | 26 d'agost de 2011         |
| Comença el combat entre l'Szayel Aporro i en Renji. Mentrestant, l'Ichigo es troba amb l'Ulquiorra i aquest li diu que la Rukia és morta. Un altre duel està a punt de disputar-se...                                         | |                   |                        |                            |
| 162 | El Szayel Aporro riu, la xarxa per atrapar el Renji ja está acabada! Warau Zaeruaporo, Renji hōi ami kansei (笑うザエルアポロ、恋次包囲網完成) | 270-272           | 27 de febrer de 2008   | 2 de setembre de 2011      |
| L'Szayel Aporro ho té tot a favor per vèncer en Renji, però no compta amb l'aparició sorpresa de l'Ishida. | |                   |                        |                            |
| 163 | Shinigami i Quincy, la batalla boja Shinigami to kuinshī, kyōki to no tatakai (死神とクインシー、狂気との戦い)                                 | 272-274           | 5 de març de 2008      | 2 de setembre de 2011      |
| L'Ishida intervé en la lluita entre en Renji i l'Szayel Aporro. D'altra banda, l'Orihime és atacada per dues arrancar geloses per l'atenció que li presta l'Aizen.                                                            | |                   |                        |                            |
| 164 | L'estratègia de l'Ishida, atac i defensa en 20 segons Ishida no sakusen, Nijū byō no kōbō (石田の作戦、２０秒の攻防)                           | 275-277           | 12 de març de 2008     | 2 de setembre de 2011      |
| Amb l'ajut d'en Renji, l'Ishida utilitza una tècnica amb la qual pot derrotar l'Szayel Aporro. D'altra banda, en Grimmjow porta l'Orihime a on és l'Ichigo perquè pugui curar-li les ferides.                                 | |                   |                        |                            |
| 165 | Efervescència d'ànsies assassines! El Grimmjow content Satsui futtō! Kanki no Gurimujō (殺意沸騰！歓喜のグリムジョー)                          | 278-280           | 19 de març de 2008     | 9 de setembre de 2011      |
| En Grimmjow utilitza la "Capsa de negació" per portar l'Ulquiorra a una altra dimensió. L'Ichigo, una vegada recuperat de les ferides, torna a lluitar amb en Grimmjow.                                                       | |                   |                        |                            |
| 166 | Esforç desesperat contra esforç desesperat! L'Ichigo hollowitzat! Shiryoku vs. shiryoku! Horōkashita Ichigo (死力ＶＳ死力!ホロウ化した一護)    | 281-283           | 9 d'abril de 2008      | 9 de setembre de 2011      |
| L'Ichigo i en Grimmjow comencen una batalla mortal. El primer allibera el seu hollow, la qual cosa el fa ser extraordinàriament poderós. L'Ichigo, però, es mostra preocupat per la possibilitat que l'Orihime li tingui por. | |                   |                        |                            |
| 167 | El moment del desenllaç, el final del Grimmjow Kecchaku no toki, Gurimujō no saigo (決着の時、グリムジョーの最後)                              | 284-286           | 16 d'abril de 2008     | 9 de setembre de 2011      |
| Arriba el desenllaç del combat entre l'Ichigo i el Grimmjow. Una vegada finalitzat el duel, l'Ichigo li diu a l'Orihime que és hora de tornar a casa.                                                                         | |                   |                        |                            |

## Temporada 9: El nou capità Shusuke Amagai (2008)
| #   | Títol en català | Adaptat de | Data d'estrena al Japó | Data d'estrena a Catalunya |
| --- | --- | ---------- | ---------------------- | -------------------------- |
| 168 | El nou capità apareix! Es diu Shusuke Amagai Shin Taichō Tōjō! Sono Namae wa Amagai Shūsuke (新隊長登場！その名前は天貝繍助)                                  | Original   | 23 d'abril de 2008     |                            |
|     | |            |                        |                            |
| 169 | Nova història. Apareixen uns perillosos estudiants Shin Tenkai, Kiken na Tenkōsei Arawaru! (新展開、危険な転校生現る！)                                       | Original   | 7 de maig de 2008      |                            |
|     | |            |                        |                            |
| 170 | Lluita desesperada sota la llum de la lluna, l'assassí misteriós i la zanpakuto Tsukiyo no Shitō, Nazo no Shikaku to Zanpakutō (月夜の死闘、謎の刺客と斬魄刀) | Original   | 14 de maig de 2008     |                            |
|     | |            |                        |                            |
| 171 | En Kenryu, l'abundància de flors escarlata Kenryū, Sakimidareru Beni no Hana (犬龍、咲き乱れる紅の華)                                                         | Original   | 21 de maig de 2008     |                            |
|     | |            |                        |                            |
| 172 | En Kibune va a la guerra! El vent violent que bufa Kibune Shutsujin! Fukiareru Reppū (貴船出陣！吹き荒れる烈風)                                               | Original   | 28 de maig de 2008     |                            |
|     | |            |                        |                            |
| 173 | L'aparició del mal! la foscor a casa del Kasumioji Kyoaku no Tōjō! Kasumiōji-ka no Yami (巨悪の登場！霞大路家の闇)                                            | Original   | 4 de juny de 2008      |                            |
|     | |            |                        |                            |
| 174 | Mirall trencat!L'Ichigo captiu Kagami no Kyōkai o Yabure! Toraware no Ichigo (鏡の境界を破れ！捕らわれの一護)                                                 | Original   | 11 de juny de 2008     |                            |
|     | |            |                        |                            |
| 175 | L'assassí venjatiu, l'Ichigo és l'objectiu Fukushū no Shikaku, Nerawareta Ichigo (復讐の刺客、狙われた一護)                                                   | Original   | 18 de juny de 2008     |                            |
|     | |            |                        |                            |
| 176 | Misteri! L'espasa assassina Kaiki! Katana o Kuu Ansatsusha (怪奇！刀を喰う暗殺者)                                                                             | Original   | 25 de juny de 2008     |                            |
|     | |            |                        |                            |
| 177 | La decisió de la Rukia! L'espasa furibunda Gyakuten no Rukia! Bōsōsuru Yaiba (逆転のルキア、暴走する刀)                                                       | Original   | 25 de juny de 2008     |                            |
|     | |            |                        |                            |
| 178 | El malson. L'Ichigo dins del mirall Miserareta Akumu, Kagami no Naka no Ichigo (見せられた悪夢、鏡の中の一護)                                                 | Original   | 2 de juliol de 2008    |                            |
|     | |            |                        |                            |
| 179 | Confrontació!? L'Amagai contra les 13 divisions Tairitsu!? Amagai VS Gotei Jūsantai (対立!?天貝VS護廷十三隊)                                                  | Original   | 9 de juliol de 2008    |                            |
|     | |            |                        |                            |
| 180 | La decisió de la Princesa, la núvia afligida Hime no Ketsui, Kanashiki Hanayome (姫の決意、哀しき花嫁)                                                        | Original   | 16 de juliol de 2008   |                            |
|     | |            |                        |                            |
| 181 | La Segona Divisió es desplega! L'Ichigo envoltat Nibantai Shutsugeki! Hōisareta Ichigo (二番隊出撃！包囲された一護)                                           | Original   | 23 de juliol de 2008   |                            |
|     | |            |                        |                            |
| 182 | La veritable força de l'Amagai, l'alliberament de la Zanpakuto Amagai no Jitsuryoku, Zanpakutō Kaihō! (天貝の実力、斬魄刀解放!)                               | Original   | 30 de juliol de 2008   |                            |
|     | |            |                        |                            |
| 183 | La foscor que es mou! La veritable identitat d'en Kibune Ugokidashita Yami! Kibune no Shōtai (動き出した闇！貴船の正体)                                       | Original   | 6 d'agost de 2008      |                            |
|     | |            |                        |                            |
| 184 | Kira i Kibune, l'ofensiva i defensiva de la tercera divisió Kira to Kibune, Sanbantai no Kōbō (吉良と貴船、三番隊の攻防)                                      | Original   | 20 d'agost de 2008     |                            |
|     | |            |                        |                            |
| 185 | Gel i flames! la ferotge lluita entre l'Amagai i en Hitsugaya Kōri to Honō! Amagai VS Hitsugaya no Gekitō (氷と炎！天貝VS日番谷の激闘)                        | Original   | 27 d'agost de 2008     |                            |
|     | |            |                        |                            |
| 186 | Aquestes són les ordres! Destruïu la casa d'en Kasumonji Shutsugeki Shirei! Kasumiōji-ka o Seiatsu seyo (出撃指令！霞大路家を制圧せよ)                        | Original   | 3 de setembre de 2008  |                            |
|     | |            |                        |                            |
| 187 | L'Ichigo s'enrabia! El secret de l'assassí Ichigo Gekido! Ansatsusha no Himitsu (一護激怒！暗殺者の秘密)                                                      | Original   | 10 de setembre de 2008 |                            |
|     | |            |                        |                            |
| 188 | Duel! Amagai contra Ichigo Kettō! Amagai VS Ichigo (決闘！天貝VS一護)                                                                                         | Original   | 17 de setembre de 2008 |                            |
|     | |            |                        |                            |
| 189 | L'orgull del Shinigami caigut Ochita Shinigami no Hokori (堕ちた死神の誇り)                                                                                   | Original   | 7 d'octubre de 2008    |                            |
|     | |            |                        |                            |

## Temporada 10: Arrancar contra Shinigamis (2008-2009)
| #   | Títol en català | Adaptat de | Data d'estrena al Japó | Data d'estrena a Catalunya |
| --- | --- | ---------- | ---------------------- | -------------------------- |
| 190 | Retorn al Hueco Mundo! Weko Mundo Hen, Saikai! (ウェコムンド編、再会！)                                                                    | 286-287    | 14 d'octubre de 2008   |                            |
|     | |            |                        |                            |
| 191 | El banquet tenebrós, el teatre del Szayel Aporro Kyōen, Zaeruaporo Gekijō (恐宴、ザエルアポロ劇場)                                         | 288-289    | 21 d'octubre de 2008   |                            |
|     | |            |                        |                            |
| 192 | El secret de la Nell, una bellesa de grans pits s'uneix a la batalla!? Neru no Himitsu, Kyonyū Bijo Sansen!? (ネルの秘密、 巨乳美女参戦!?) | 290-292    | 28 d'octubre de 2008   |                            |
|     | |            |                        |                            |
| 193 | Irresistible, l'espectacle de terror dels titelles Teikō Funō, Kyōfu no Ningyōgeki (抵抗不能、恐怖の人形劇)                                | 292-293    | 4 de novembre de 2008  |                            |
|     | |            |                        |                            |
| 194 | El passat de la Neliel Nerieru no Kako (ネリエルの過去)                                                                                    | 294-295    | 11 de novembre de 2008 |                            |
|     | |            |                        |                            |
| 195 | La unió més forta! La seriositat d'en Pesche Kyūkyoku Gattai! Pesshe no Honki (究極合体！ペッシェの本気)                                   | 296-297    | 18 de novembre de 2008 |                            |
|     | |            |                        |                            |
| 196 | S'uneixen a la batalla! L'exercit més poderós de Shinigami apareix Sanzen! Saikyō Shinigami Gundan Tōjō (参戦！最強死神軍団登場)           | 298-299    | 25 de novembre de 2008 |                            |
|     | |            |                        |                            |
| 197 | El bankai d'en Byakuya, l'enuig silenciós Byakuya Bankai, Shizukanaru Ikari (白哉卍解、静かなる怒り)                                       | 300-301    | 2 de desembre de 2008  |                            |
|     | |            |                        |                            |
| 198 | Els dos científics, la trampa d'en Mayuri Futari no Kagakusha, Mayuri no Wana (2人の科学者、マユリの罠)                                    | 302-303    | 9 de desembre de 2008  |                            |
|     | |            |                        |                            |
| 199 | Un naixement sagrat, la resurrecció del Szayel Aporro Seitan, Yomigaeru Zaeruaporo (聖誕、蘇るザエルアポロ)                                | 304-305    | 16 de desembre de 2008 |                            |
|     | |            |                        |                            |
| 200 | El cos més dur? En Noitora és tallat Saikō no Karada!? Noitora o Kire (最硬の体!? ノイトラを斬れ)                                          | 306-308    | 23 de desembre de 2008 |                            |
|     | |            |                        |                            |
| 201 | En Noitora s'allibera! Infinitat de braços Noitora Kaihō! Zōshokushita Ude (ノイトラ開放！増殖した腕)                                      | 308-310    | 6 de gener de 2009     |                            |
|     | |            |                        |                            |
| 202 | Acaba la lluita ferotge! Qui és el més fort? Gekitō Ketchaku! Saikyō wa Dare da (激闘決着！最強は誰だ)                                     | 311-312    | 13 de gener de 2009    |                            |
|     | |            |                        |                            |
| 203 | Trobada a la ciutat de Karakura! L'Aizen contra els Shinigami Karakura-chō ni Shūketsu! Aizen Tai Shinigami (空座町に集結！藍染対死神)     | 313-315    | 20 de gener de 2009    |                            |
|     | |            |                        |                            |
| 204 | L'estratègia de persuació de l'Ichigo Ichigo no Seppuku Settoku Sakusen (一護の切腹説得大作戦☆)                                            | Original   | 27 de gener de 2009    |                            |
|     | |            |                        |                            |
| 205 | Batec! El torneig de Kemari ple de Hollows Doki! Horō Darake no Kemari Taikai (ドキ！虚だらけの蹴鞠大会)                                   | Original   | 3 de febrer de 2009    |                            |
|     | |            |                        |                            |

## Temporada 11: Esdeveniments del passat (2009)
| #   | Títol en català | Adaptat de  | Data d'estrena al Japó | Data d'estrena a Catalunya |
| --- | --- | ----------- | ---------------------- | -------------------------- |
| 206 | Els esdeveniments del passat! Laveritat de fa 110 anys enrere Kako Hen Kaishi! Hyakujū Nen Mae no Shinjitsu (過去編開始！110年前の真実) | -108        | 10 de febrer de 2009   |                            |
|     | |             |                        |                            |
| 207 | El nou capità de la dotzena divisió: en Kisuke Urahara Jūnibantai Shin Taichō, Urahara Kisuke (十二番隊新隊長、浦原喜助)                | -107        | 17 de febrer de 2009   |                            |
|     | |             |                        |                            |
| 208 | L'Aizen i el nen prodigi Aizen to Tensai Shōnen (藍染と天才少年)                                                                        | -106 a -104 | 24 de febrer de 2009   |                            |
|     | |             |                        |                            |
| 209 | La novena divisió d'en Muguruma es mou Muguruma Kyūbantai, Shutsudōse Yo (六車九番隊、出動せよ)                                         | -104 a -103 | 3 de març de 2009      |                            |
|     | |             |                        |                            |
| 210 | La Hiyori mor? El principi d'una tragèdia Hiyori shisu? Higeki no hajimari (ひよ里死す? 悲劇の始まり)                                   | -103 a -101 | 10 de març de 2009     |                            |
|     | |             |                        |                            |
| 211 | Traïció! La maniobra secreta de l'Aizen Uragiri! An'yaku no Aizen (裏切り！暗躍の藍染)                                                  | -100 a -99  | 17 de març de 2009     |                            |
|     | |             |                        |                            |
| 212 | Rescateu en Hirako! L'Aizen contra l'Urahara Hirako o Sukue! Aizen VS Urahara (平子を救え！藍染VS浦原)                                  | -98 a -97   | 24 de març de 2009     |                            |
|     | |             |                        |                            |

## Temporada 12: Lluita a Karakura (2009)
| #   | Títol en català | Adaptat de       | Data d'estrena al Japó | Data d'estrena a Catalunya |
| --- | --- | ---------------- | ---------------------- | -------------------------- |
| 213 | Neix la lliga de defensa de Karakura Konsō Deka Karakuraizā Tanjō (魂葬刑事カラクライザー誕生)                                  | Original         | 31 de març de 2009     |                            |
|     | |                  |                        |                            |
| 214 | L'últim dia de la lliga de defensa de Karakura Karakuraizā Saigo no Hi (カラクライザー最後の日)                                 | Original         | 7 d'abril de 2009      |                            |
|     | |                  |                        |                            |
| 215 | Defenseu la ciutat de Karakura! Apareixen tots els Shinigami Karakura-chō o Mamore! Shinigami Sōtōjō (空座町を護れ！死神総登場) | 316-317          | 14 d'abril de 2009     |                            |
|     | |                  |                        |                            |
| 216 | L'elit! Els quatre Shinigami Seiei! Yonnin no Shinigami (精鋭！四人の死神)                                                      | 318-319          | 21 d'abril de 2009     |                            |
|     | |                  |                        |                            |
| 217 | El preciós dimoniet Charlotte Utsukushiki Koakuma Sharurotte (美しき小悪魔シャルロッテ)                                         | 320-321          | 28 d'abril de 2009     |                            |
|     | |                  |                        |                            |
| 218 | Kira, la lluita dins la desesperació Kira, Zetsubō no Naka de no Tatakai (吉良、絶望の中での戦い)                               | 322-323          | 5 de maig de 2009      |                            |
|     | |                  |                        |                            |
| 219 | El Shikai d'en Hisagi! El seu nom és... Hisagi Shikai! Sono na wa... (檜佐木始解！その名は…)                                    | 324-326          | 12 de maig de 2009     |                            |
|     | |                  |                        |                            |
| 220 | L'Ikkaku cau! La crisi dels Shinigami Ikkaku Taoreru! Shinigami no Kiki (一角倒れる！死神の危機)                                | 326-328          | 19 de maig de 2009     |                            |
|     | |                  |                        |                            |
| 221 | Batalla total! Shinigami contra Espadas Zenmen Taiketsu! Shinigami VS Esupāda (全面対決！死神VS十刃)                            | 328-330          | 26 de maig de 2009     |                            |
|     | |                  |                        |                            |
| 222 | La lluita més terrible!? La Soi Fong contra l'Omaeda Saikyō Taggu!? Soifon & Ōmaeda (最凶タッグ!?砕蜂&大前田)                   | 331-332          | 2 de juny de 2009      |                            |
|     | |                  |                        |                            |
| 223 | Un cos miraculós! En Gio alliberat Kyōi no Nikutai! Jio Kaihō (驚異の肉体！ジオ解放)                                            | 332-333          | 9 de juny de 2009      |                            |
|     | |                  |                        |                            |
| 224 | Lluita de 3 contra 1! La crisi de la Rangiku 3 vs 1 no Sentō! Pinchi no Rangiku (3vs1の戦闘！ピンチの乱菊)                      | 333-336          | 16 de juny de 2009     |                            |
|     | |                  |                        |                            |
| 225 | Els tinents aniquilats! L'aterradora bèstia demoníaca Fukutaichō Zenmetsu! Kyōfu no Yōjū (副隊長全滅！恐怖の妖獣)               | 336-337          | 23 de juny de 2009     |                            |
|     | |                  |                        |                            |
| 226 | La lluita ferotge acaba? Cap a una nova batalla! Gekitō Shūketsu? Aratanaru Tatakai e! (激闘終結？新たなる戦いへ！)             | 338-340          | 30 de juny de 2009     |                            |
|     | |                  |                        |                            |
| 227 | Un error meravellós Wandafuru Erā (ワンダフル・エラー)                                                                          | 0.8 i 0 costat B | 7 de juliol de 2009    |                            |
|     | |                  |                        |                            |
| 228 | Estiu! Mar! Festival de banyadors!! Natsu da! Umi da! Mizugisai!! (夏だ！海だ！水着祭!!)                                        | Original         | 14 de juliol de 2009   |                            |
|     | |                  |                        |                            |
| 229 | Plor de l'ànima? Un Shinigami amb perruca ha nascut! Tamashii no Sakebi? Zura Shinigami Tanjō! (魂の叫び？ヅラ死神誕生！)       | Original         | 21 de juliol de 2009   |                            |
|     | |                  |                        |                            |

## Temporada 13: Zanpakuto: La història alternativa (2009-2010)
| #   | Títol en català | Adaptat de | Data d'estrena al Japó | Data d'estrena a Catalunya |
| --- | --- | ---------- | ---------------------- | -------------------------- |
| 230 | Un nou enemic! La materialització de la Zanpakuto Aratanaru Teki! Zanpakutō Jittaika (新たなる敵！斬魄刀実体化)                          | Original   | 28 de juliol de 2009   |                            |
|     | |            |                        |                            |
| 231 | En Byakuya, despareix entre les flors de cirerer Byakuya, Sakura to Tomo ni Kiyu (白哉、桜と共に消ゆ)                                    | Original   | 4 d'agost de 2009      |                            |
|     | |            |                        |                            |
| 232 | Sode no Shirayuki contra la Rukia! Un cor confós Sode no Shirayuki tai Rukia! Kokoro no Madoi (袖白雪VSルキア！心の惑い)                 | Original   | 11 d'agost de 2009     |                            |
|     | |            |                        |                            |
| 233 | La Zagetsu es converteix en un enemic Teki to Natta Zangetsu (敵となった斬月)                                                            | Original   | 18 d'agost de 2009     |                            |
|     | |            |                        |                            |
| 234 | En Renji sorprès!? Les dues Zabimaru Renji Kyōgaku!? Futari no Zabimaru (恋次驚愕!? 2人の蛇尾丸)                                         | Original   | 25 d'agost de 2009     |                            |
|     | |            |                        |                            |
| 235 | El xoc! En Hisagi contra en Kazeshini Gekitotsu! Hisagi tai Kazeshini (激突！檜佐木VS風死)                                               | Original   | 1 de setembre de 2009  |                            |
|     | |            |                        |                            |
| 236 | Alliberament! El nou Getsuga Tensho Hanate! Aratanaru Getsuga Tenshō (放て！新たなる月牙天衝)                                            | Original   | 8 de setembre de 2009  |                            |
|     | |            |                        |                            |
| 237 | Soi Fong, envoltant les Zanpakuto Soifon, Zanpakutō o Hōi se yo (砕蜂、斬魄刀を包囲せよ)                                                 | Original   | 15 de setembre de 2009 |                            |
|     | |            |                        |                            |
| 238 | Amistat? Odi? La Haineko i la Tobuime Yūjō? Ken'o? Haineko to Tobiume (友情？嫌悪？灰猫＆飛梅)                                           | Original   | 22 de setembre de 2009 |                            |
|     | |            |                        |                            |
| 239 | Es desperta la Hyorinmaru! La lluita ferotge d'en Hitsugaya Mezame yo Hyōrinmaru! Hitsugaya Gekitō (目覚めよ氷輪丸！日番谷激闘)          | -16        | 29 de setembre de 2009 |                            |
|     | |            |                        |                            |
| 240 | La traïció d'en Byakuya Uragiri no Byakuya (裏切りの白哉)                                                                                | Original   | 6 d'octubre de 2009    |                            |
|     | |            |                        |                            |
| 241 | Per orgull! En Byakuya contra en Renji Hokori no Tame ni! Byakuya tai Renji (誇りのために！白哉VS恋次)                                   | Original   | 13 d'octubre de 2009   |                            |
|     | |            |                        |                            |
| 242 | Shinigami i Zanpakuto, sortida total Shinigami to Zanpakutō, Sōshutsugeki (死神＆斬魄刀、総出撃)                                         | Original   | 20 d'octubre de 2009   |                            |
|     | |            |                        |                            |
| 243 | Lluita 1 contra 1! L'Ichigo contra la Senbonzakura Ikkiuchi! Ichigo tai Senbonzakura (一騎打ち！一護VS千本桜)                            | Original   | 27 d'octubre de 2009   |                            |
|     | |            |                        |                            |
| 244 | Per fi! Apareix en Kenpachi Man o Moshite... Kenpachi Tōjō! (満を持して…剣八登場！)                                                      | Original   | 3 de novembre de 2009  |                            |
|     | |            |                        |                            |
| 245 | Persegueix en Byakuya! Les divisions del Gotei confoses Byakuya o Oe! Konran no Goteitai (白哉を追え！混乱の護廷隊)                      | Original   | 10 de novembre de 2009 |                            |
|     | |            |                        |                            |
| 246 | Missió especial! Rescateu el capità Yamamoto! Tokumu! Yamamoto Sōtaichō o Kyūshutsu se yo! (特務！山本総隊長を救出せよ！)                | Original   | 17 de novembre de 2009 |                            |
|     | |            |                        |                            |
| 247 | Els Shinigami són enganyats! Crisi: el món es col·lapsa Damasareta Shinigami! Sekai Hōkai no Kiki (騙された死神！世界崩壊の危機)         | Original   | 24 de novembre de 2009 |                            |
|     | |            |                        |                            |
| 248 | El drac de gel i el drac de foc! Confrontació dels més forts! Kōri no Ryū to Honoo no Ryū! Saikyō Taiketsu! (氷の龍と炎の龍！最強対決！) | Original   | 1 de desembre de 2009  |                            |
|     | |            |                        |                            |
| 249 | El Bankai de la Senbonzakura! Ofensiva i defensiva al món dels vius Senbonzakura Bankai! Gensei no Kōbō (千本桜卍解！現世の攻防)         | Original   | 8 de desembre de 2009  |                            |
|     | |            |                        |                            |
| 250 | Aquell home - per la família Kuchiki Sono Otoko - Kuchiki-ke Yue ni (その男・朽木家ゆえに)                                               | Original   | 15 de desembre de 2009 |                            |
|     | |            |                        |                            |
| 251 | Història fosca! El pitjor Shinigami ha nascut Yami no Rekishi! Saikyō no Shinigami, Tanjō (闇の歴史！最凶の死神、誕生)                   | Original   | 22 de desembre de 2009 |                            |
|     | |            |                        |                            |
| 252 | Byakuya, la veritat rere la traïció Byakuya, Uragiri ni Kakusareta Shinjitsu (白哉、裏切りに隠された真実)                                | Original   | 5 de gener de 2010     |                            |
|     | |            |                        |                            |
| 253 | L'autèntica identitat d'en Muramasa és revelada Akasareta Muramasa no Shōtai (明かされた村正の正体)                                      | Original   | 12 de gener de 2010    |                            |
|     | |            |                        |                            |
| 254 | En Byakuya i en Renji, torna la sisena divisió Byakuya to Renji, Rokubantai Futatabi (白哉と恋次、六番隊再び)                            | Original   | 19 de gener de 2010    |                            |
|     | |            |                        |                            |
| 255 | Capítol final: La història alternativa de les Zanpakuto Shūshō - Zanpakutō Ibun Hen (終章・斬魄刀異聞篇)                                 | Original   | 26 de gener de 2010    |                            |
|     | |            |                        |                            |
| 256 | En Byakuya enfadat! La família Kuchiki es col·lapsa Ikari no Byakuya! Kuchiki-ke Hōkai (怒りの白哉！朽木家崩壊)                          | Original   | 2 de febrer de 2010    |                            |
|     | |            |                        |                            |
| 257 | Un nou enemic! La veritable naturalesa de les bèsties espasa Aratana Teki! Tōjū no Shōtai (新たな敵！刀獣の正体)                         | Original   | 9 de febrer de 2010    |                            |
|     | |            |                        |                            |
| 258 | Una serp perduda! Un mico torturat Maigo no Hebi, Junan no Saru (迷子の蛇 受難の猿)                                                      | Original   | 16 de febrer de 2010   |                            |
|     | |            |                        |                            |
| 259 | Terror! El monstre que s'amaga sota terra Kyōfu! Chika ni Hisomu Kaibutsu (恐怖！地下に潜む怪物)                                         | Original   | 23 de febrer de 2010   |                            |
|     | |            |                        |                            |
| 260 | Conclusió!? En Hisagi contra en Kazeshini Ketchaku!? Hisagi tai Kazeshini (決着!?檜佐木VS風死)                                           | Original   | 2 de març de 2010      |                            |
|     | |            |                        |                            |
| 261 | La persona amb l'habilitat desconeguda! L'objectiu és l'Orihime Michinaru Nōryokusha! Nerawareta Orihime (未知なる能力者！狙われた織姫)  | Original   | 9 de març de 2010      |                            |
|     | |            |                        |                            |
| 262 | La Haineko plora! La tràgica bèstia espasa Haineko, Gōkyū! Higeki no Tōjū! (灰猫、号泣！悲劇の刀獣！)                                    | Original   | 16 de març de 2010     |                            |
|     | |            |                        |                            |
| 263 | Empresonats!? Senbonzakura i Zabimaru Yūhei?! Senbonzakura & Zabimaru (幽閉?!千本桜＆蛇尾丸)                                             | Original   | 23 de març de 2010     |                            |
|     | |            |                        |                            |
| 264 | Lluita de dones? La Katen Kyokotsu contra la Nanao! Onna no Tatakai? Katen Kyōkotsu tai Nanao! (女の戦い？花天狂骨VS七緒！)              | Original   | 30 de març de 2010     |                            |
|     | |            |                        |                            |
| 265 | Evolució? La'menaça de l'última bestia espasa Shinka?! Saigo no Tōjū no Kyōi (進化!?最後の刀獣の脅威)                                    | Original   | 6 d'abril de 2010      |                            |
|     | |            |                        |                            |

## Temporada 14: Arrancar: La caiguda (2010-2011)
| #   | Títol en català | Adaptat de                           | Data d'estrena al Japó | Data d'estrena a Catalunya |
| --- | --- | ------------------------------------ | ---------------------- | -------------------------- |
| 266 | L'Ichigo contra l'Ulquiorra. Un nou començament Ichigo tai Urukiora, Saikai (一護VSウルキオラ、再開)                                                | 339                                  | 13 d'abril de 2010     |                            |
|     | |                                      |                        |                            |
| 267 | Cors connectats! El puny esquerra preparat per morir Tsunagaru Kokoro! Kesshi no Saken (繋がる心！決死の左拳)                                       | 339-342                              | 20 d'abril de 2010     |                            |
|     | |                                      |                        |                            |
| 268 | Odi i gelosia, el dilema de l'Orihime Zōo to Shitto, Kyūchi no Orihime (憎悪と嫉妬、窮地の織姫)                                                     | 341-343                              | 27 d'abril de 2010     |                            |
|     | |                                      |                        |                            |
| 269 | L'Ichigo i l'Uryu, un vincle esquena contra esquena Ichigo to Uryū, Senakaawase no Kizuna (一護と雨竜、背中合わせの絆)                              | 343-345                              | 4 de maig de 2010      |                            |
|     | |                                      |                        |                            |
| 270 | Començament de desesperació... Ichigo, l'espasa inabastable Zetsubō no Hajimari... Ichigo, Todokanu Yaiba (絶望の始まり…一護、届かぬ刃)             | 346-348                              | 11 de maig de 2010     |                            |
|     | |                                      |                        |                            |
| 271 | L'Ichigo mor! L'Orihime, el plor defallit! Ichigo Shisu! Orihime, Hitsū no Sakebi! (一護死す！織姫、悲痛の叫び！)                                   | 348-351                              | 18 de maig de 2010     |                            |
|     | |                                      |                        |                            |
| 272 | L'Ichigo contra l'Ulquiorra. La conclusió! Ichigo tai Urukiora, Ketchaku! (一護VSウルキオラ、決着！)                                                | 352-354                              | 25 de maig de 2010     |                            |
|     | |                                      |                        |                            |
| 273 | La fúria del tauró! L'alliberament de la Harribel Same no Mōi! Hariberu Kaihō (鮫の猛威！ハリベル解放)                                              | 354-356                              | 1 de juny de 2010      |                            |
|     | |                                      |                        |                            |
| 274 | Hitsugaya, el desesperat Hyoten Hyakkaso! Hitsugaya, Sutemi no Hyōten Hyakkasō! (日番谷、捨て身の氷天百華葬！)                                      | 356-358                              | 8 de juny de 2010      |                            |
|     | |                                      |                        |                            |
| 275 | L'alè de la mort s'acosta, el rei que mana a la mort! Semaru Shi no Ibuki, Shi o Tsukasadoru Ō! (迫る死の息吹、死を司る王！)                        | 356-357 i 359                        | 15 de juny de 2010     |                            |
|     | |                                      |                        |                            |
| 276 | Un cop de mort. Soi Fong: Bankai! Ichigeki Kessatsu, Soifon, Bankai! (一撃決殺、砕蜂、卍解！)                                                       | 358-361                              | 22 de juny de 2010     |                            |
|     | |                                      |                        |                            |
| 277 | Climax! En Kyoraku contra L'Starrk! Hakunetsu! Kyōraku tai Sutāku! (白熱！京楽ＶＳスターク！)                                                       | 361-362                              | 29 de juny de 2010     |                            |
|     | |                                      |                        |                            |
| 278 | El retorn del malson... El resorgiment dels Espadas Akumu Futatabi... Fukkatsu no Esupāda (悪夢再び…復活の十刃)                                     | 363-364                              | 6 de juliol de 2010    |                            |
|     | |                                      |                        |                            |
| 279 | En Hirako i l'Aizen... la retrobada del destí! Hirako to Aizen... Innen no Saikai! (平子と藍染…因縁の再会！)                                        | 365-367                              | 13 de juliol de 2010   |                            |
|     | |                                      |                        |                            |
| 280 | En Hisagi i en Tosen... el moment del comiat! Hisagi to Tōsen... Ketsubetsu no Toki! (檜佐木と東仙・・・訣別の時！)                                 | 368-369                              | 20 de juliol de 2010   |                            |
|     | |                                      |                        |                            |
| 281 | Corona de mentides... el rancor d'en Baragan! Itsuwari no Ōkan... Baragan no Enkon! (偽りの王冠・・・バラガンの怨恨！)                              | 370-371                              | 27 de juliol de 2010   |                            |
|     | |                                      |                        |                            |
| 282 | El poder de l'ànima! Los Lobos: a l'atac! Tamashii no Chikara! Rosu Robosu, Shūrai! (魂の力！群狼、襲来！)                                          | 372-373                              | 3 d'agost de 2010      |                            |
|     | |                                      |                        |                            |
| 283 | L'Starrk, la lluita solitària Sutāku, Tatta Hitori no Tatakai (スターク、たった独りの戦い)                                                          | 374-375                              | 10 d'agost de 2010     |                            |
|     | |                                      |                        |                            |
| 284 | Cadena de sacrifici... El passat de la Harribel Gisei no Rensa... Hariberu no Kako (犠牲の連鎖・・・ハリベルの過去)                                 | 376                                  | 17 d'agost de 2010     |                            |
|     | |                                      |                        |                            |
| 285 | Cent anys de rancúnia... La revenja de la Hiyori! Hyakunen no Enkon... Hiyori no Fukushū! (百年の怨恨・・・ひよ里の復讐！)                          | 376-378                              | 24 d'agost de 2010     |                            |
|     | |                                      |                        |                            |
| 286 | Protegiu la ciutat de Karakura! El retorn de l'Ichigo! Karakura-chō o Mamore! Ichigo, Gense e! (空座町を護れ！一護、現世へ！)                       | 378-380                              | 31 d'agost de 2010     |                            |
|     | |                                      |                        |                            |
| 287 | L'Ichigo i la llàntia màgica! Gaiden! Ichigo to Mahō no Ranpu! (外伝！一護と魔法のランプ！)                                                         | Original                             | 7 de setembre de 2010  |                            |
|     | |                                      |                        |                            |
| 288 | L'últim trumfo! Ichigo, cap a la batalla decisiva! Saigo no Kirifuda! Ichigo, Kessen e! (最後の切り札！一護、決戦へ！)                              | 381-382                              | 14 de setembre de 2010 |                            |
|     | |                                      |                        |                            |
| 289 | En Byakuya contra en Kempachi? La lluita comença! Byakuya tai Kenpachi!? Ransen Kaishi! (白哉vs剣八!? 乱戦開始！)                                   | 382-384                              | 21 de setembre de 2010 |                            |
|     | |                                      |                        |                            |
| 290 | Pel bé de la justícia!? L'home que va desertar dels Shinigami Seigi no Tame ni!? Shinigami o Suteta Otoko (正義の為に!? 死神を捨てた男)             | 385-386                              | 28 de setembre de 2010 |                            |
|     | |                                      |                        |                            |
| 291 | Lluita desesperada amb l'Aizen! Hirako, Shikai! Aizen to no Shitō! Hirako, Shikai! (藍染との死闘！平子、始解！)                                     | 386-387                              | 5 d'octubre de 2010    |                            |
|     | |                                      |                        |                            |
| 292 | Batalla total! L'Aizen contra els Shinigami! Zenmen Sensō! Aizen tai Shinigami! (全面戦争！藍染ＶＳ死神！)                                          | 388-389                              | 12 d'octubre de 2010   |                            |
|     | |                                      |                        |                            |
| 293 | En Hitsugaya enfurismat! L'espasa de l'odi! Hitsugaya, Gekkō! Nikushimi no Yaiba! (日番谷、激昂！憎しみの刃！)                                      | 390-392                              | 19 d'octubre de 2010   |                            |
|     | |                                      |                        |                            |
| 294 | Impossible d'atacar? En Genryusai segellat! Kōgeki Funō!? Fūjirareta Genryūsai! (攻撃不能！？封じられた元柳斎！)                                    | 393-395                              | 26 d'octubre de 2010   |                            |
|     | |                                      |                        |                            |
| 295 | Tot és una trampa...Enllaços manipulats! Subete wa Wana... Shikumareta Kizuna! (全ては罠…仕組まれた絆！)                                            | 396                                  | 2 de novembre de 2010  |                            |
|     | |                                      |                        |                            |
| 296 | Veritat impactant... El poder misteriós dins de l'Ichigo! Shōgeki no Shinjitsu... Ichigo ni Himerareta Chikara! (衝撃の真実…一護に秘められた力！)   | 397-398                              | 9 de novembre de 2010  |                            |
|     | |                                      |                        |                            |
| 297 | L'espasa extensible!? L'Ichigo contra en Gin! Nobiru Yaiba!? Ichigo tai Gin! (伸びる刃！？一護VSギン！)                                             | 399-401                              | 16 de novembre de 2010 |                            |
|     | |                                      |                        |                            |
| 298 | Cinema! Festival! El festival de cinema dels Shinigami! Eiga da! Matsuri da! Shinigami Eigasai! (映画だ！祭りだ！死神映画祭！)                      | Original                             | 23 de novembre de 2010 |                            |
|     | |                                      |                        |                            |
| 299 | Commemoració del cinema! Capítol de l'infern: Pròleg Gekijō Kōkai Kinen! Jigoku Hen: Joshō (劇場公開記念！地獄編・序章)                             | Imaginary number 01. the unforgivens | 30 de novembre de 2010 |                            |
|     | |                                      |                        |                            |
| 300 | L'Urahara apareix! Atura't Aizen! Urahara Tōjō! Aizen o Soshi se yo! (浦原登場！藍染を阻止せよ！)                                                   | 402-404                              | 7 de desembre de 2010  |                            |
|     | |                                      |                        |                            |
| 301 | L'Ichigo perd el seu esperit de lluita!? L'expectativa d'en Gin! Ichigo, Sen'i Sōshitsu!? Gin no Omowaku! (一護、戦意喪失！？ギンの思惑！)          | 405-407                              | 14 de desembre de 2010 |                            |
|     | |                                      |                        |                            |
| 302 | El Getsuga Tensho final!? L'entrenament de l'Ichigo! Saigo no Getsuga Tenshō!? Ichigo no Shugyō! (最後の月牙天衝！？一護の修行！)                   | 408-410                              | 21 de desembre de 2010 |                            |
|     | |                                      |                        |                            |
| 303 | El món real i els Shinigami! Especial de Cap d'any! Gense mo Shinigami mo! O-shōgatsu Supesharu! (現世も死神も！お正月スペシャル！)                 | Original                             | 4 de gener de 2011     |                            |
|     | |                                      |                        |                            |
| 304 | Una altra història! Aquest cop l'enemic és un monstre? Gaiden Futatabi! Kondo no Teki wa Monsutā!? (外伝再び！今度の敵はモンスター！？)             | Original                             | 11 de gener de 2011    |                            |
|     | |                                      |                        |                            |
| 305 | Desil·Lusió salvatge! Hisahi, cap a les aigües termals! Mōsō Bakusō! Hisagi, Onsen Ryokan e! (妄想爆走！檜佐木、温泉旅館へ！)                       | Original                             | 18 de gener de 2011    |                            |
|     | |                                      |                        |                            |
| 306 | Pel bé de protegir! L'Ichigo contra el Tensa Zangetsu! Mamoru Tame ni! Ichigo tai Tensa Zangetsu! (護るために！一護ＶＳ天鎖斬月！)                  | 411-412                              | 25 de gener de 2011    |                            |
|     | |                                      |                        |                            |
| 307 | Emergència! Aizen, la nova evolució! Kinkyū Jitai! Aizen, Saranaru Shinka! (緊急事態！藍染、更なる進化！)                                           | 413-415                              | 1 de febrer de 2011    |                            |
|     | |                                      |                        |                            |
| 308 | Adéu... Rangiku Sayonara... Rangiku (さよなら…乱菊)                                                                                                 | 416-418                              | 8 de febrer de 2011    |                            |
|     | |                                      |                        |                            |
| 309 | Acaba la lluita ferotge! Allibera't, Gestuga Tensho! Gekitō Ketchaku! Hanate, Saigo no Getsuga Tenshō! (激闘決着！放て、最後の月牙天衝！)           | 419-421                              | 15 de febrer de 2011   |                            |
|     | |                                      |                        |                            |
| 310 | La resolució de l'Ichigo! El preu de la lluita ferotge! Ichigo no Kakugo! Gekitō no Daishō (一護の覚悟！激闘の代償)                                 | 422-423                              | 22 de febrer de 2011   |                            |
|     | |                                      |                        |                            |
| 311 | El detectiu de l'ànima. La lliga de detectius de Karakura apareix novament! Konsō Keiji Karakuraizā Sai Hasshin! (魂葬刑事・カラクライザー再発進！) | Original                             | 1 de març de 2011      |                            |
|     | |                                      |                        |                            |
| 312 | Innauguració! La nova marca del capità de la segona divisió! Shūnin! Aratanaru Nibantai Taichō! (就任！新たなる二番隊隊長！)                        | Original                             | 8 de març de 2011      |                            |
|     | |                                      |                        |                            |
| 313 | L'home que arrisca la seva vida de l'onzena divisió! Jūichibantai ni Inochi o Kaketa Otoko! (十一番隊に命を賭けた男！)                              | Original                             | 15 de març de 2011     |                            |
|     | |                                      |                        |                            |
| 314 | En Kon ho ha vist! El secret de la preciosa noia Kon wa Mita! Bijin Ōeru no Himitsu (コンは見た！美人OLの秘密)                                      | Original                             | 22 de març de 2011     |                            |
|     | |                                      |                        |                            |
| 315 | L'amic de la Yachiru! El Shinigami de la justícia apareix! Yachiru no Tomo! Seigi no Shinigami Tōjō! (やちるの友！正義の死神登場！)                 | Original                             | 29 de març de 2011     |                            |
|     | |                                      |                        |                            |
| 316 | Les vacances d'en Toshiro Hitsugaya! Hitsugaya Toshirō no Kyūjitsu! (日番谷冬獅郎の休日！)                                                          | Original                             | 5 d'abril de 2011      |                            |
|     | |                                      |                        |                            |

## Temporada 15: La invasió armada del Gotei 13 (2011)
| #   | Títol en català | Adaptat de | Data d'estrena al Japó | Data d'estrena a Catalunya |
| --- | --- | ---------- | ---------------------- | -------------------------- |
| 317 | Accidents inusuals al Seretei? La invasió armada del Gotei 13! Seireitei ni Ihen?! Gotei Jūsantai Shingun Hen! (瀞霊廷に異変?!護廷十三隊侵軍篇！)                  | Original   | 12 d'abril de 2011     |                            |
|     | |            |                        |                            |
| 318 | En Renji contra la Rukia?! Una lluita entre amics! Renji tai Rukia?! Nakama to no Tatakai! (恋次ＶＳルキア?!仲間との戦い！)                                        | Original   | 19 d'abril de 2011     |                            |
|     | |            |                        |                            |
| 319 | La xarxa per a capturar l'Ichigo! Escapa't de la Societat d'Ànimes! Ichigo Hobakumō! Sōru Sosaeti o Dasshutsu se yo! (一護捕縛網！尸魂界を脱出せよ！)              | Original   | 26 d'abril de 2011     |                            |
|     | |            |                        |                            |
| 320 | Gotei 13, trobada al món real! Gotei Jūsantai, Gense ni Shūketsu! (護廷十三隊、現世に集結！)                                                                       | Original   | 3 de maig de 2011      |                            |
|     | |            |                        |                            |
| 321 | Confrontació de mutu acord, l'Ikkaku contra l'Ikkaku! Jibun Dōshi no Taiketsu, Ikkaku tai Ikkaku! (自分同士の対決、一角VS一角！)                                   | Original   | 10 de maig de 2011     |                            |
|     | |            |                        |                            |
| 322 | El xoc! La Rukia contra la Rukia! Gekitotsu! Rukia tai Rukia! (激突！ルキアVSルキア！)                                                                             | Original   | 17 de maig de 2011     |                            |
|     | |            |                        |                            |
| 323 | Protegiu l'Ichigo! La determinació de la Nozomi! Mamore Ichigo! Nozomi no Ketsui (護れ一護！望実の決意)                                                            | Original   | 24 de maig de 2011     |                            |
|     | |            |                        |                            |
| 324 | Recaptureu el Seiretei! Els capitans es mouen! Seireitei Dakkan e! Taichō-tachi, Ugoku! (瀞霊廷奪還へ！隊長たち、動く！)                                           | Original   | 31 de maig de 2011     |                            |
|     | |            |                        |                            |
| 325 | Pel bé d'aquells que creuen! En Byakuya contra en Hitsugaya! Shinzuru Mono no Tame ni! Byakuya tai Hitsugaya! (信ずるものの為に！白哉vs日番谷！)                   | Original   | 7 de juny de 2011      |                            |
|     | |            |                        |                            |
| 326 | Les dues Hinamori, la resolució d'en Hitsugaya Futari no Hinamori, Hitsugaya no Kakugo (ふたりの雛森、日番谷の覚悟)                                                | Original   | 14 de juny de 2011     |                            |
|     | |            |                        |                            |
| 326 | Les dues Hinamori, la resolució d'en Hitsugaya Futari no Hinamori, Hitsugaya no Kakugo (ふたりの雛森、日番谷の覚悟)                                                | Original   | 14 de juny de 2011     |                            |
|     | |            |                        |                            |
| 327 | L'orgull de la família Kuchiki! En Byakuya contra en Byakuya! Kuchiki-ke no Hokori! Byakuya tai Byakuya! (朽木家の誇り！白哉VS白哉！)                              | Original   | 21 de juny de 2011     |                            |
|     | |            |                        |                            |
| 328 | Derroteu en Kageroza! Shinigamis: guerra total! Kagerōza o Taose! Shinigami, Sōryokusen! (影狼佐を倒せ！死神、総力戦！!)                                           | Original   | 28 de juny de 2011     |                            |
|     | |            |                        |                            |
| 329 | La recerca prohibida... El secret amagat de la Nozomi! Kindan no Kenkyū... Nozomi ni Kakusareta Himitsu! (禁断の研究…望実に隠された秘密！)                         | Original   | 5 de juliol de 2011    |                            |
|     | |            |                        |                            |
| 330 | Vull viure...! La Zanpakuto de la Nozomi Ikitai...! Nozomi no Zanpakutō (生きたい…！望実の斬魄刀)                                                                  | Original   | 12 de juliol de 2011   |                            |
|     | |            |                        |                            |
| 331 | Pel bé de la lluita! La Nozomi es desperta! Tatakau Tame ni! Mezame yo Nozomi! (戦うために！ 目覚めよ望実！)                                                       | Original   | 19 de juliol de 2011   |                            |
|     | |            |                        |                            |
| 332 | El Reigai més malèfic, apareix al món real! Saikyo no Reigai, Gense ni Arawaru! (最凶の霊骸、 現世に現る！)                                                        | Original   | 26 de juliol de 2011   |                            |
|     | |            |                        |                            |
| 333 | Destruir la Nozomi? La decisió d'en Genryusai! Nozomi o Kesu!? Genryūsai no Ketsudan! (望実を消す!? 元柳斎の決断！)                                                | Original   | 2 d'agost de 2011      |                            |
|     | |            |                        |                            |
| 334 | El Reiatsu esgotat! L'Ichigo, la lluita a mort de l'ànima! Ushinawareru Reiatsu! Ichigo, Tamashii no Shitō! (失われる霊圧！ 一護、魂の死闘！)                      | Original   | 9 d'agost de 2011      |                            |
|     | |            |                        |                            |
| 335 | Amagat al Dangai! Un altre Ichigo? Dangai ni Senpuku? Mō Hitori no Ichigo!? (断界に潜伏？もう一人の一護！？)                                                       | Original   | 16 d'agost de 2011     |                            |
|     | |            |                        |                            |
| 336 | Persegueix en Kageroza! Infiltrats! El departament de desenvolupament tecnològic! Kagerōza o Oe! Gijutsu Kaihatsukyoku, Sennyū! (影狼佐を追え！技術開発局、潜入！) | Original   | 23 d'agost de 2011     |                            |
|     | |            |                        |                            |
| 337 | El desenvolupador d'ànimes modificades Kaizō Konpaku no Kaihatsusha (改造魂魄の開発者)                                                                             | Original   | 30 d'agost de 2011     |                            |
|     | |            |                        |                            |
| 338 | Els pensaments d'en Kon, els pensaments de la Nozomi Kon no Omoi, Nozomi no Omoi (コンの想い、望実の想い)                                                          | Original   | 6 de setembre de 2011  |                            |
|     | |            |                        |                            |
| 339 | Protegiu l'Ichigo! Els llaços de l'amistat! Ichigo o Mamore! Nakama-tachi no Kizuna! (一護を護れ！仲間たちの絆！)                                                  | Original   | 13 de setembre de 2011 |                            |
|     | |            |                        |                            |
| 340 | El Reigai contra l'original, l'orgull en joc en una batalla ferotge! Reigai tai Genshu, Hokori o Kaketa Gekitō! (霊骸VS原種、誇りをかけた激闘！)                   | Original   | 20 de setembre de 2011 |                            |
|     | |            |                        |                            |
| 341 | La invasió armada: el final! Shingun Hen, Saishū Ketchaku! (侵軍篇、最終決着！)                                                                                    | Original   | 27 de setembre de 2011 |                            |
|     | |            |                        |                            |
| 342 | Gràcies Arigatō (ありがとう) | 423        | 4 d'octubre de 2011    |                            |
|     | |            |                        |                            |

## Temporada 16: L'Agent Perdut (2011-2012)
| #   | Títol en català | Adaptat de    | Data d'estrena al Japó | Data d'estrena a Catalunya |
| --- | --- | ------------- | ---------------------- | -------------------------- |
| 343 | L'estudiant de tercer de preparatòria! Vesti, comença un nou capítol! Kōkō 3 Nensei! Yosoi Arata ni Shinshō Kaishi! (高校３年生！装い新たに新章開始！)             | 424-425       | 11 d'octubre de 2011   |                            |
|     | |               |                        |                            |
| 344 | Una disputa a l'escola!? L'Ichigo i l'Uryu lluiten plegats! Gakkō Kan Kōsō!? Ichigo to Uryū, Kyōtou! (学校間抗争!?一護と雨竜、共闘！)                              | 425-429       | 18 d'octubre de 2011   |                            |
|     | |               |                        |                            |
| 345 | L'Uryu és atacat, una amenaça s'acosta als amics! Osowareta Uryū, Nakama-tachi ni Semaru Kyōi! (襲われた雨竜、仲間達に迫る脅威！)                                  | 428-430       | 25 d'octubre de 2011   |                            |
|     | |               |                        |                            |
| 346 | L'home del Fullbring: en Kugo Ginjo Furuburingu no Nōryokusha: Ginjō Kūgo (完現術の能力者・銀城空吾)                                                               | 431-433       | 1 de novembre de 2011  |                            |
|     | |               |                        |                            |
| 347 | Una crisi apareix a la família Kurosaki!? La confusió de l'Ichigo! Kurosaki-ka ni Shinobiyoru Kiki!? Ichigo no Mayoi! (黒崎家に忍び寄る危機!?一護の迷い！)         | 433           | 8 de novembre de 2011  |                            |
|     | |               |                        |                            |
| 348 | El poder de l'insígnia de substitució, l'"orgull" de l'Ichigo! Daikōshō no Chikara, Ichigo no "Hokori"! (代行証の力、一護の“誇り”！)                               | 434-436       | 15 de novembre de 2011 |                            |
|     | |               |                        |                            |
| 349 | Proper objectiu: les mans malignes s'acosten a l'Orihime! Tsugi no Hyōteki, Orihime o Nerau Ma no Te! (次の標的、織姫を狙う魔の手！)                               | 437-439       | 22 de novembre de 2011 |                            |
|     | |               |                        |                            |
| 350 | L'home que va matar el shinigami substitut!? La jugada d'en Tsukishima Shinigami Daikō o Koroshita Otoko!? Ugokidasu Tsukishima (死神代行を殺した男!?動き出す月島) | 440-442       | 29 de novembre de 2011 |                            |
|     | |               |                        |                            |
| 351 | Fullbring, el poder desagradable! Furuburingu, Imikirawareta Chikara! (フルブリング、忌み嫌われた力！)                                                             | 441-442       | 6 de desembre de 2011  |                            |
|     | |               |                        |                            |
| 352 | En Tsukishima ataca! Entrenament frustrat Tsukishima, Kyōshū! Bōgaisareta Shugyō (月島、強襲！妨害された修行)                                                      | 442-444       | 13 de desembre de 2011 |                            |
|     | |               |                        |                            |
| 353 | L'Ichigo domina el Fullbring Ichigo, Furuburingu o Tsukaikonase! (一護、完現術を使いこなせ！)                                                                      | 445-446       | 20 de desembre de 2011 |                            |
|     | |               |                        |                            |
| 354 | L'Ichigo contra en Ginjo, cap al joc de l'espai Ichigo tai Ginjō, Gēmu no Kūkan e (一護vs銀城、ゲームの空間へ)                                                     | 447-449       | 27 de desembre de 2011 |                            |
|     | |               |                        |                            |
| 355 | Els Shinigami en guerra! El Seiretei també té un Cap d'Any especial! Shinigami Sansen! Seireitei mo Oshōgatsu SP! (死神参戦！瀞霊廷もお正月SP！)                   | Original      | 10 de gener de 2012    |                            |
|     | |               |                        |                            |
| 356 | Amic o enemic? Les veritables intencions d'en Ginjo! Teki ka Mikata ka!? Ginjō no Mienai Kokoro! (敵か味方か!?銀城の見えない心！)                                  | 449-451       | 17 de gener de 2012    |                            |
|     | |               |                        |                            |
| 357 | El perill s'acosta... L'habilitat d'en Tsukishima! Shinobiyoru Kyōi... Tsukishima no Nōryoku! (忍び寄る脅威…月島の能力！)                                          | 452           | 24 de gener de 2012    |                            |
|     | |               |                        |                            |
| 358 | El xoc!? L'XCUTION ataca en Ginjo Gekitotsu!? Ginjō o Osou Ekusukyūshon (激突!?銀城を襲うXCUTION)                                                                  | 452-453       | 31 de gener de 2012    |                            |
|     | |               |                        |                            |
| 359 | La dolorosa batalla! L'Ichigo contra en Sado i l'Orihime Kanashimi no Tatakai! Ichigo tai Sado to Orihime (哀しみの戦い！一護VS茶渡＆織姫)                         | 454-456       | 7 de febrer de 2012    |                            |
|     | |               |                        |                            |
| 360 | L'Ichigo contra l'Uryu!? Qui és el traïdor! Ichigo tai Uryū!? Uragirimono wa Dare da! (一護vs雨竜!?裏切り者は誰だ！)                                               | 456-458       | 14 de febrer de 2012   |                            |
|     | |               |                        |                            |
| 361 | Una nova aparença! El Gotei 13 reunit! Arata na Sugata! Gotei Jūsan-tai, Kenzan! (新たな姿！護廷十三隊、見参！)                                                    | 459-460       | 21 de febrer de 2012   |                            |
|     | |               |                        |                            |
| 362 | Reneix! Shinigami substitut: Ichigo Kurosaki! Fukkatsu! Shinigami Daikō: Kurosaki Ichigo! (復活！死神代行･黒崎一護！)                                              | 461-463       | 28 de febrer de 2012   |                            |
|     | |               |                        |                            |
| 363 | Batalla ferotge! Els Shinigami contra l'XCUTION! Gekitō! Shinigami tai Ekusukyūshon! (激闘！死神vsXCUTION！)                                                       | 464-468       | 6 de març de 2012      |                            |
|     | |               |                        |                            |
| 364 | Batalla desesperada!? Els records d'en Byakuya en problemes Zettai Zetsumei!? Kioku o Hasamareta Byakuya (絶体絶命!?記憶を挟まれた白哉)                            | 468-471       | 13 de març de 2012     |                            |
|     | |               |                        |                            |
| 365 | L'Ichigo contra en Ginjo! El secret de la insígnia de substitució Ichigo tai Ginjō! Daikōshō no Himitsu (一護VS銀城！代行証の秘密)                                 | 470 i 473-476 | 20 de març de 2012     |                            |
|     | |               |                        |                            |
| 366 | La història canvia, però el cor no canvia Kawariyuku Rekishi, Kawaranu Kokoro (変わりゆく歴史、変わらぬ心)                                                         | 476-479       | 27 de març de 2012     |                            |
|     | |               |                        |                            |

## Bleach: La sagnant guerra dels mil anys (2022-2023)
| '  |                                                |                    |                        |  |
| 1  | The Blood Warfare                              | 480-484            | 11 d'octubre de 2022   |  |
|    |                                                |                    |                        |  |
| 2  | Foundation Stones                              | 485-488            | 18 d'octubre de 2022   |  |
|    |                                                |                    |                        |  |
| 3  | March of the StarCross                         | 488-494            | 25 d'octubre de 2022   |  |
|    |                                                |                    |                        |  |
| 4  | Kill the Shadow                                | 494-499            | 1 de novembre de 2022  |  |
|    |                                                |                    |                        |  |
| 5  | Wrath as a Lightning                           | 500-505            | 8 de novembre de 2022  |  |
|    |                                                |                    |                        |  |
| 6  | The Fire                                       | 506-510            | 15 de novembre de 2022 |  |
|    |                                                |                    |                        |  |
| 7  | Born in the Dark                               | 511-514            | 22 de novembre de 2022 |  |
|    |                                                |                    |                        |  |
| 8  | The Shooting Star Project (Zero Mix)           | 515-519            | 29 de novembre de 2022 |  |
|    |                                                |                    |                        |  |
| 9  | The Drop                                       | 520-521 i 223-524  | 6 de desembre de 2022  |  |
|    |                                                |                    |                        |  |
| 10 | The Battle                                     | 522-523 i 525-527  | 13 de desembre de 2022 |  |
|    |                                                |                    |                        |  |
| 11 | Everything But the Rain                        | 528-533            | 20 de desembre de 2022 |  |
|    |                                                |                    |                        |  |
| 12 | Everything But the Rain "June Truth"           | 533-537            | 27 de desembre de 2022 |  |
|    |                                                |                    |                        |  |
| 13 | The Blade is Me                                | 537-542            | 27 de desembre de 2022 |  |
|    |                                                |                    |                        |  |
| '  |                                                |                    |                        |  |
| 14 | The Last 9 Days                                | 542-546            | 8 de juliol de 2023    |  |
|    |                                                |                    |                        |  |
| 15 | Peace from Shadows                             | 547-551            | 15 de juliol de 2023   |  |
|    |                                                |                    |                        |  |
| 16 | The Fundamental Virulence                      | 552-555            | 22 de juliol de 2023   |  |
|    |                                                |                    |                        |  |
| 17 | Heart of Wolf                                  | 556-560            | 29 de juliol de 2023   |  |
|    |                                                |                    |                        |  |
| 18 | Rages at Ringside                              | 560-564            | 5 d'agost de 2023      |  |
|    |                                                |                    |                        |  |
| 19 | The White Haze                                 | 565-570            | 12 d'agost de 2023     |  |
|    |                                                |                    |                        |  |
| 20 | I Am The Edge                                  | 571-579            | 19 d'agost de 2023     |  |
|    |                                                |                    |                        |  |
| 21 | The Headless Star                              | 579-586            | 26 d'agost de 2023     |  |
|    |                                                |                    |                        |  |
| 22 | Marching Out the Zombies                       | 587-591            | 9 de setembre de 2023  |  |
|    |                                                |                    |                        |  |
| 23 | Marching Out the Zombies 2                     | 588 i 592-597      | 16 de setembre de 2023 |  |
|    |                                                |                    |                        |  |
| 24 | Too Early to Win, Too Late to Know             | 588, 597-601 i 604 | 23 de setembre de 2023 |  |
|    |                                                |                    |                        |  |
| 25 | The Master                                     | 601-604            | 30 de setembre de 2023 |  |
|    |                                                |                    |                        |  |
| 26 | Black                                          | 605-609            | 30 de setembre de 2023 |  |
|    |                                                |                    |                        |  |
| '  |                                                |                    |                        |  |
| 27 | A                                              |                    | 5 d'octubre de 2024    |  |
|    |                                                |                    |                        |  |
| 28 | Kill the King                                  |                    | 12 d'octubre de 2024   |  |
|    |                                                |                    |                        |  |
| 29 | The Dark Arm                                   |                    | 19 d'octubre de 2024   |  |
|    |                                                |                    |                        |  |
| 30 | The Betrayer                                   |                    | 26 d'octubre de 2024   |  |
|    |                                                |                    |                        |  |
| 31 | Against the Judgement                          |                    | 2 de novembre de 2024  |  |
|    |                                                |                    |                        |  |
| 32 | The Holy Newborn                               |                    | 9 de novembre de 2024  |  |
|    |                                                |                    |                        |  |
| 33 | Gate of the Sun                                |                    | 16 de novembre de 2024 |  |
|    |                                                |                    |                        |  |
| 34 | Baby, Hold Your Hand                           |                    | 23 de novembre de 2024 |  |
|    |                                                |                    |                        |  |
| 35 | Don't Chase a Shadow                           |                    | 30 de novembre de 2024 |  |
|    |                                                |                    |                        |  |
| 36 | Baby, Hold Your Hand 2 [Never Ending My Dream] |                    | 7 de desembre de 2024  |  |
|    |                                                |                    |                        |  |
| 37 | Shadows Gone                                   |                    | 14 de desembre de 2024 |  |
|    |                                                |                    |                        |  |
| 38 | Friend                                         |                    | 21 de desembre de 2024 |  |
|    |                                                |                    |                        |  |
| 39 | The Visible Answer                             |                    | 28 de desembre de 2024 |  |
|    |                                                |                    |                        |  |
| 40 | My Last Words                                  |                    | 28 de desembre de 2024 |  |
|    |                                                |                    |                        |  |